# ルートヴィヒスブルク

ルートヴィヒスブルク城

ルートヴィヒスブルク (ドイツ語: Ludwigsburg, ドイツ語発音: [ˈluːtvɪçsbʊrk]) は、ドイツ連邦共和国バーデン＝ヴュルテンベルク州シュトゥットガルト行政管区のルートヴィヒスブルク郡に属す市である。シュトゥットガルト内市街の北約 13 km に位置しており、シュトゥットガルト地域（1992年まではミットレラー・ネッカー地域）およびシュトゥットガルト大都市圏に含まれる。本市はルートヴィヒスブルク郡の郡庁所在地であり、同郡最大の都市である。さらにエスリンゲン・アム・ネッカーに次いでバーデン＝ヴュルテンベルク州で2番目に大きな中規模都市である。本市はコルンヴェストハイムとともに近隣市町村の中級中心をなしている。ルートヴィヒスブルクは、1956年4月1日から大規模郡都市となっている。緑地と並木道に囲まれた宮廷城館が都市景観を決定づけている。

## 地理

### 位置
ルートヴィヒスブルク中心部は、シュトローゴイの東端、西のホーエンアスペルクと東のネッカータールにはさまれたネッカー盆地の高台に位置している。内市街をレテスバッハ川が流れ、約 3 km 北東でネッカー川に合流する。後から合併したホーエネック市区、ネッカーヴァイインゲン市区、ポッペンヴァイラー市区はネッカー川沿いに位置している。ネッカーヴァイインゲン市区とポッペンヴァイラー市区はその右岸に位置している。市内の最高地点は東端のレムベルクで海抜 365.1 m、最低地点はネッカー川の市域からの出口で海抜 196.2 m である。
ルートヴィヒスブルクの中心部は、州都シュトゥットガルト中心部から直線距離で約 13 km の距離にある。
1764年から1768年に設けられたルートヴィヒスブルク城館庭園の南門からシュトゥットガルト西部のゾリトゥーデ城まで一直線に結ぶゾリトゥーデ＝アレーは、1820年にヴュルテンベルク全国測量の際、三角測量の基線として利用された。長さ 13 km のこの基準線は、当時は市境前で終わっていた。その終点はケール通りとの交差点になっており、記念碑が設けられている。この街道は、ルートヴィヒスブルクの市街地の外側で鉄道建設によって分断され、交通軸としては重要性の低い道となっている。

### 隣接する市町村
ルートヴィヒスブルク周辺は、北西はタム、北はフライベルク・アム・ネッカーおよびベニンゲン・アム・ネッカー、北東は中心都市マールバッハ・アム・ネッカーおよびエルトマンハウゼン、東はレムベルクをはさんでアファルターバッハさらにレムベルクの南に位置するマールバッハの飛地ジーゲルハウゼンが境を接している。また南東から南にかけてはレムスエックとコルンヴェストハイム、南西はメークリンゲン、西はアスペルクと接している。隣接するこれらの市町村はいずれもルートヴィヒスブルク郡に属している。

### 市の構成
ルートヴィヒスブルクは、中核市区と7つの市区で構成されている。中核市区 (Kernstadt) は、ミッテ（中央）、ヴェスト（西）、ノルト（北）、オスト（東）、ジュート（南）の管区 (Stadtbezirk) に分けられる。その他の市区は、プフルークフェルデン、エグロスハイム、ホーエネック、オスヴァイル、グリューンビュール＝ゾネンベルク、ネッカーヴァイインゲン、ポッペンヴァイラーである。
この他に、住民たちは時折、時代とともに次第に名称が定着した居住区 (Wohnplätze または Wohngebiete) を区別している。しかしその境界は精確に定められているわけではない。たとえば、クーゲルベルク、マーケンホーフ、モンレポス、モイラハ、オスターホルツ、シュレスレスフェルトといった居住区がある。

#### 市区の概要
| \| 内市街/ 市区 \| 人口（人）[5] \| 面積[6] km2 \| 人口密度 人/km2 \| \| -------------------------------- \| ------------- \| ----------- \| --------------- \| \| ミッテ（中央） \| 11,155 \| 2.00 \| 5578 \| \| ヴェスト（西） \| 11,459 \| 3.91 \| 2931 \| \| ノルト（北） \| 3,186 \| 1.99 \| 1601 \| \| オスト（東） \| 15,396 \| 2.90 \| 5309 \| \| ジュート（南） \| 4,066 \| 0.92 \| 4420 \| \| エグロスハイム \| 11,858 \| 4.47 \| 2,653 \| \| グリューンビュール＝ゾネンベルク \| 3,656 \| 0.71 \| 5,149 \| \| ホーエネック \| 5,068 \| 3.40 \| 1,491 \| \| ネッカーヴァイインゲン \| 6,910 \| 5.95 \| 1,161 \| \| オスヴァイル \| 10,826 \| 7.14 \| 1,516 \| \| プフルークフェルデン \| 4,627 \| 2.31 \| 2,003 \| \| ポッペンヴァイラー \| 4,671 \| 7.64 \| 611 \| \| ルートヴィヒスブルク市 \| 92,878 \| 43.34 \| 2,143 \| |            |          |                 |
| 内市街/ 市区 | 人口（人） | 面積 km2 | 人口密度 人/km2 |
| ミッテ（中央） | 11,155     | 2.00     | 5578            |
| ヴェスト（西） | 11,459     | 3.91     | 2931            |
| ノルト（北） | 3,186      | 1.99     | 1601            |
| オスト（東） | 15,396     | 2.90     | 5309            |
| ジュート（南） | 4,066      | 0.92     | 4420            |
| エグロスハイム | 11,858     | 4.47     | 2,653           |
| グリューンビュール＝ゾネンベルク | 3,656      | 0.71     | 5,149           |
| ホーエネック | 5,068      | 3.40     | 1,491           |
| ネッカーヴァイインゲン | 6,910      | 5.95     | 1,161           |
| オスヴァイル | 10,826     | 7.14     | 1,516           |
| プフルークフェルデン | 4,627      | 2.31     | 2,003           |
| ポッペンヴァイラー | 4,671      | 7.64     | 611             |
| ルートヴィヒスブルク市 | 92,878     | 43.34    | 2,143           |

### 土地利用
| 土地用途別面積     | 面積 (km2) | 占有率 |
| ------------------ | ---------- | ------ |
| 住宅地および空き地 | 7.10       | 16.4 % |
| 産業用地           | 3.67       | 8.5 %  |
| レジャー用地       | 1.97       | 4.5 %  |
| 交通用地           | 5.60       | 12.9%  |
| 農業用地           | 19.17      | 44.2 % |
| 森林               | 2.13       | 4.9 %  |
| 水域               | 0.86       | 2.0 %  |
| その他の用地       | 2.84       | 6.6 %  |
| 合計               | 43.34      |        |

州統計局の2018年現在のデータによる。

### 地域計画
ルートヴィヒスブルクは、南に隣接するコルンヴェストハイムとともに、シュトゥットガルトを上級中心とするシュトゥットガルト地域の中級中心をなしている。ルートヴィヒスブルク/コルンヴェストハイムを中心としている地域はルートヴィヒスブルク郡の東部および南部の市町村である。具体的には、アファルターバッハ、アスペルク、ベニンゲン・アム・ネッカー、エルトマンハウゼン、フライベルク・アム・ネッカー、グロースボットヴァール、ヘンミンゲン、マールバッハ・アム・ネッカー、マルクグレーニンゲン、メークリンゲン、ムル、オーベルステンフェルト、プライデルスハイム、レムスエック・アム・ネッカー、シュヴィーバーディンゲン、シュタインハイム・アン・デア・ムル、タムである。

## 歴史

### 前史
1965年以降に初めて大規模な住宅建設が行われたシュレスレスフェルト居住区で、新石器時代の定住跡が数多く発見された。この地域は、紀元前5700年前から紀元前3300年頃まで、およそ2400年の間、ほぼ継続的に線帯文土器文化の集落が存在した。
ルートヴィヒスブルクの市域およびその周辺からの多くの出土品がケルト人の定住を示している。1世紀の終わり頃にローマ帝国がこの地を征服し、260年にアレマン人がネッカーラントに侵入するまで占領を続けた。アレマン人の集落跡も現在の市域の発掘で見つかっている。ローマ時代のヴィラ・ルスティカ（荘園付き別荘）もホーエネック地区で発掘された。

### 所属行政体
| 国家                          | 行政体                                 | 所属機関        |
| ----------------------------- | -------------------------------------- | --------------- |
| 神聖ローマ帝国                | ヴュルテンベルク公領                   | 1709年 - 1806年 |
| ヴュルテンベルク王国          | 第2郡ルートヴィヒスブルク              | 1806年 - 1810年 |
| ヴュルテンベルク王国          | ラントフォークタイ・アン・デア・エンツ | 1810年 - 1818年 |
| ヴュルテンベルク王国          | ネッカー郡                             | 1818年 - 1871年 |
| ドイツ帝国                    | ヴュルテンベルク王国                   | 1871年 - 1918年 |
| ヴァイマル共和政              | ヴュルテンベルク自由人民州             | 1918年 - 1933年 |
| ナチス・ドイツ ナチス・ドイツ | ヴュルテンベルク                       | 1933年 - 1945年 |
| 連合軍軍政期                  | ヴュルテンベルク＝バーデン州           | 1945年 - 1949年 |
| ドイツ連邦共和国              | ヴュルテンベルク＝バーデン州           | 1949年 - 1952年 |
| ドイツ連邦共和国              | バーデン＝ヴュルテンベルク州           | 1952年 - 1990年 |
| ドイツ連邦共和国              | バーデン＝ヴュルテンベルク州           | 1990年 -        |

1718年にマルクグレーニンゲンのフォークタイ（代官所）がルートヴィヒスブルクに移転し、1758年からオーバーアムタイと改名された。オーバーアムト・ルートヴィヒスブルクから1938年にルートヴィヒスブルク郡が組織され、1973年の郡の再編に伴って拡大ルートヴィヒスブルク郡が成立した。

### エーバーハルト・ルートヴィヒ治世下（1704年 - 1733年）のバロック都市建設

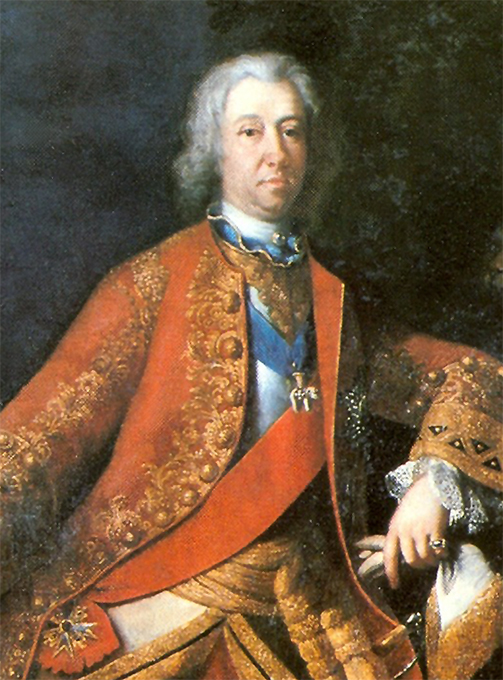
この街の創建者ヴュルテンベルク公エーバーハルト・ルートヴィヒ

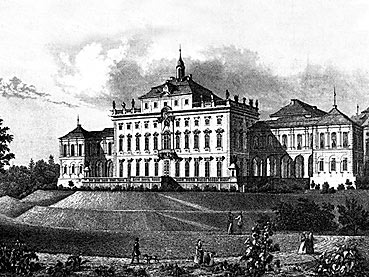
1705年のルートヴィヒスブルク宮殿

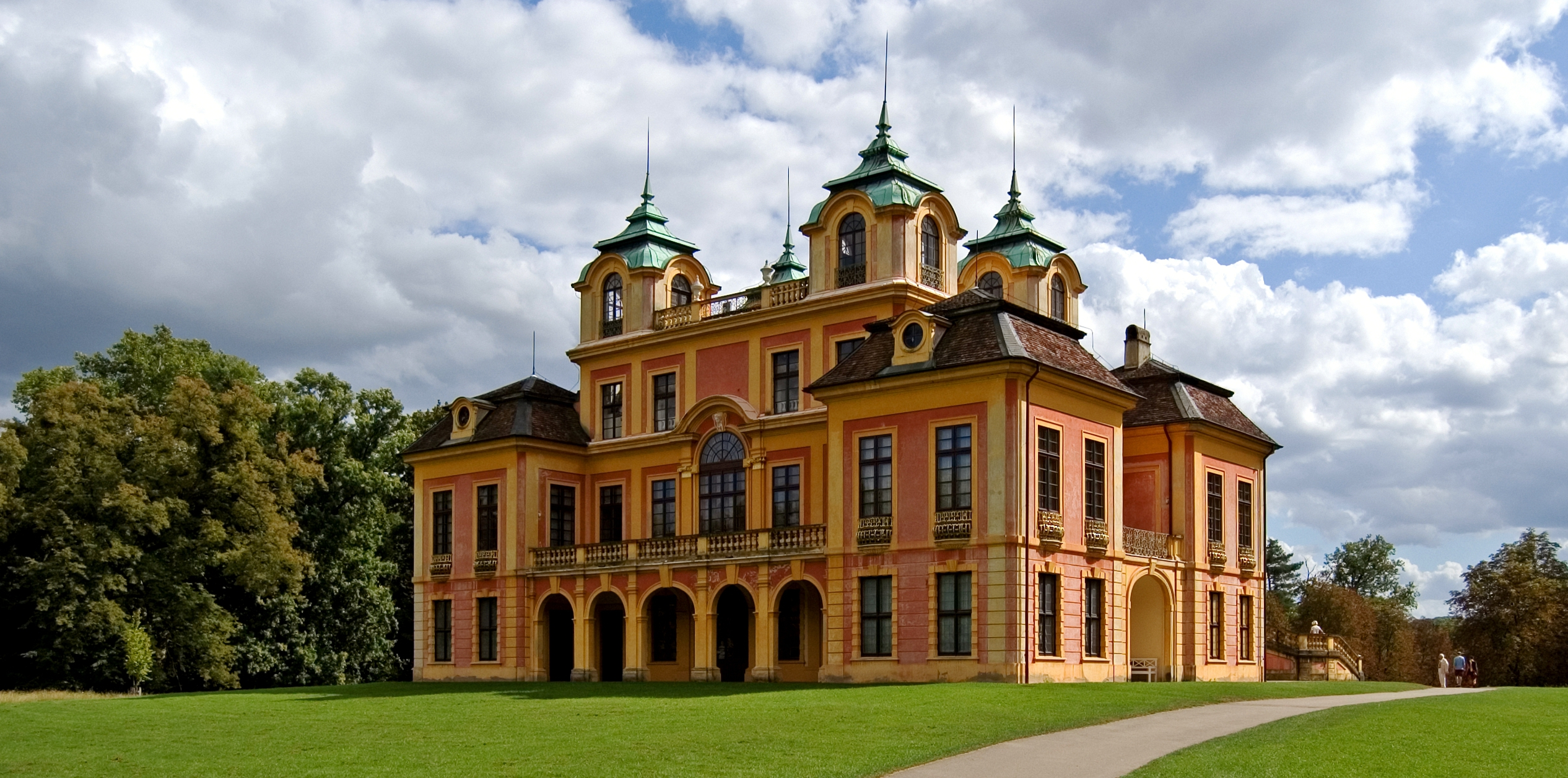
ファヴォリーテ城

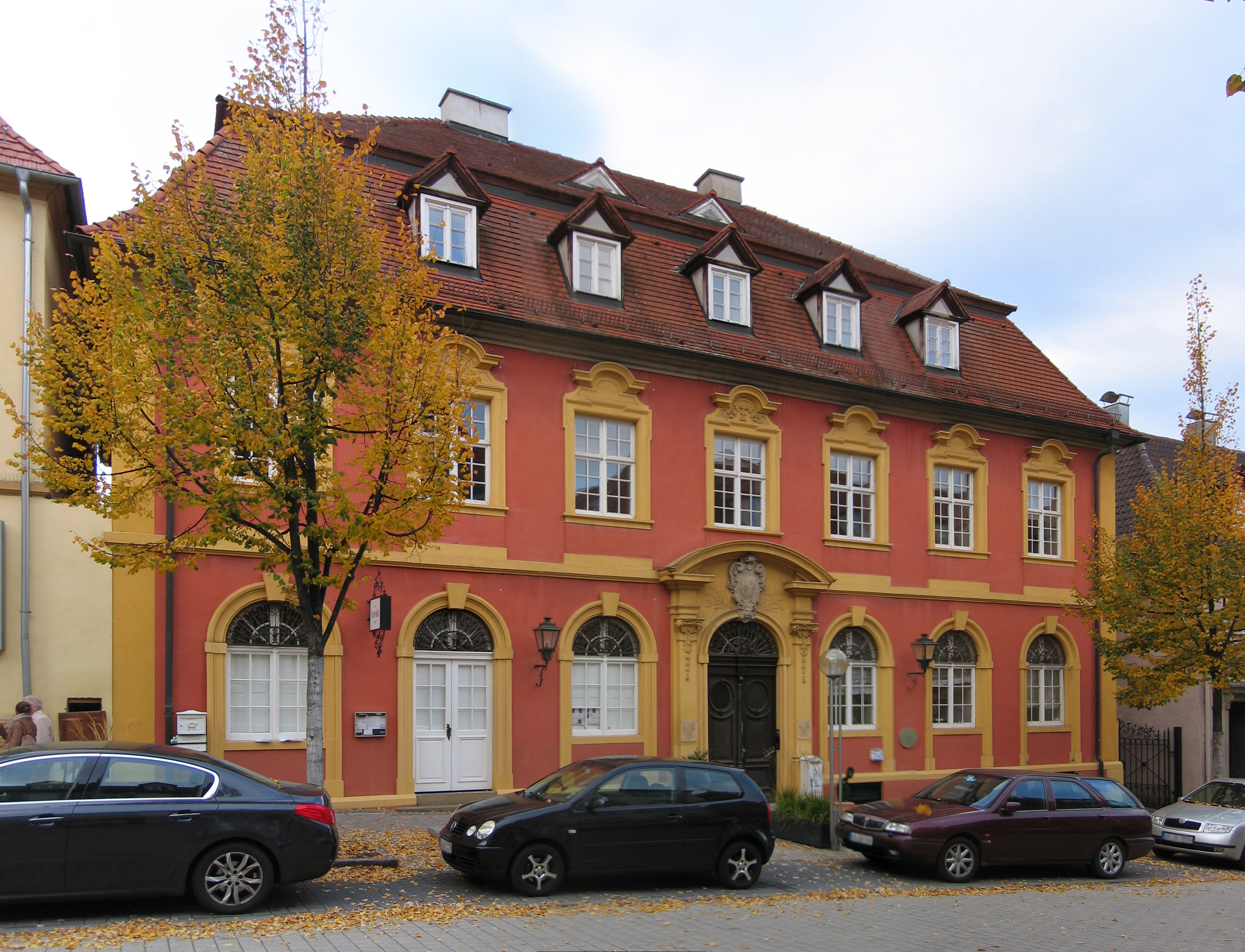
グレーヴェニッツ宮殿

ルートヴィヒスブルクは、何世紀にもわたって成長したヨーロッパの多くの都市とは異なり、18世紀初めに製図板の上で計画された都市である。ヴェルサイユ宮殿をモデルに、多くの絶対君主が古い都市の門前に新しい宮殿を建設した（たとえば、マンハイム、カールスルーエ、ラシュタット、ポツダム、ルートヴィヒスルスト、ヴォルフェンビュッテルなど）。貴族の特権である狩りに専念するために、ヴュルテンベルク公エーバーハルト・ルートヴィヒは1704年に、古い首都シュトゥットガルトの郊外に城館を建設した。このルートヴィヒスブルク城は、当初は単に狩りの拠点としてのみ用いられていたが、シュトゥットガルトの宮殿であるアルテス・シュロス（直訳: 古い城館）にはない様々な利点があった。シュトゥットガルトの宮殿は狭い中世風の建物であるため、あまり目立たない存在であった。これに対して城館庭園や広い道路を備えたルートヴィヒスブルクは、18世紀のシュトゥットガルトにまさに対抗しうる設計であった。ルートヴィヒスブルクの狩りの城は堂々たるルートヴィヒスブルク宮殿に改築された。この城は、破壊を免れたドイツ最大の宮殿建築となっている。
エーバーハルト・ルートヴィヒの野心は、宮殿の建設だけで終わらなかった。彼は選帝侯への昇格を目指したが、かなわなかった。公爵の権利をはるかに超えた統治に関する野心を彼は、1709年からの全市にわたる都市建設において紛れのない形で表明したのであった。計画都市の設計では、宮殿を主軸に置いた。宮殿の西に接して都市型居住地を設けた。マルクト広場を中心に直交する道路網が街を規則的なブロックに分割した。3階建ての家屋が、イタリア出身の建築家ドナート・ジュゼッペ・フリゾーニの設計に基づき建設された。家屋は間を開けずに道路沿いに並べられるべきであるとした公爵の規則により、密集した建築線が形成された。都市景観は並木道によって印象が和らげられた。
1718年9月3日にこの街は都市権を得た。街に市民を呼び込むために、公爵は広範な特権を授けた。彼は15年間の無税、無償の借地と建築資材の提供を約束した。後にはさらに関税無料化と宗教の自由も追加された。それでもルートヴィヒスブルクの成長は緩慢であった。その原因は、1つには土地取得の機会がないことであり、もう一つは公爵によって操作された市民の選抜にあった。住民は少なくとも1,000ターラー以上の資産基盤を持つことが必要で、農民は不可であった。公爵はこうした方法で裕福な市民からなる理想都市を速やかに建設しようとしたのである。最初の21人の応募者のうち、ルートヴィヒスブルクに定住することが許されたのはわずかに2人だけであった。繁栄した都市というコンセプトは成功しなかった。城の建設現場には、主に資金力のない職人、下働き、メイド、日雇い労働者、宮廷の職員が雇われていたため、都市住民の半分は当分の間低所得者が占めていた。住民は経済的には公爵の宮廷に依存し続けた。
エーバーハルト・ルートヴィヒは、1718年にヴュルテンベルクの首都をシュトゥットガルトからルートヴィヒスブルクに移した。公爵は、ルートヴィヒスブルクへついて行くことを拒否したシュトゥットガルトの役人を解雇すると脅しつけた。強制移住により君主に忠実な官僚制度をルートヴィヒスブルクに確立しようとしたのであった。役人の多くは、法学者のヨハン・ヤーコプ・モーザーが嘆いているように「湿った、半分だけできあがった家」に住んだ。他の同時代人も公爵の努力を嘲笑している:
この君主はシュトゥットガルトを衰退させたが、ルートヴィヒスブルクがまともな街になることなどありえない。—プロイセンの文筆家 カール・ルートヴィヒ・フォン・ペルニッツ
エーバーハルト・ルートヴィヒが亡くなった時、ルートヴィヒスブルクの人口はシュトゥットガルトと同等の 6,000人であった。市民の間での悪評の原因は、ルートヴィヒスブルクの宮廷の風紀やモラルの状態にあった。ヴュルテンベルク公領の住民には福音主義＝ルター派の信仰が根付いていた。そのため、公爵が正当な公妃ヨハンナ・エリーザベト・フォン・バーデン＝ドゥルラハをシュトゥットガルトに残したまま、ルートヴィヒスブルクで愛妾のヴィルヘルミーネ・フォン・グレーヴェニッツと婚外で関係を持ったことに憤慨したのであった。人々はルートヴィヒスブルクを「ルンペンブルク」（直訳: だらしない城）と陰口した。エーバーハルト・ルートヴィヒは自らの公妃の隠居所として、街と宮殿を拡張して狩りと別荘の城館ファヴォリーテ城（工期: 1713年 - 1728年）を建設した。エーバーハルト・ルートヴィヒ公は1728年にグレーヴェニッツ宮殿を建設し（おそらく都市計画者ドナート・ジュゼッペ・フリゾーニが建設）、愛妾に贈った。元々3階建てであったこの建物は、宮殿近くのマールシュタル通り5番地にあり、城館演劇祭のオフィスが入居している。
この街は創建当時から軍事とも緊密なつながりがある。エーバーハルト・ルートヴィヒ時代までルートヴィヒスブルクには兵舎がなかったため、40人の近衛兵は民間の家に住んでいた。近衛兵2人ずつがシフト交替で宮殿内のエーバーハルト・ルートヴィヒを警護した。ルートヴィヒスブルクが本当に兵舎の街となるのは、1736年のカール・アレクサンダー公の治世からであった。

### エーバーハルト・ルートヴィヒ以降の宮廷都市の時代（1733年 - 1816年）
1718年から1816年まで、公爵はシュトゥットガルトとルートヴィヒスブルクとの間で遷都を繰り返した:
| 期間            | 首都                                                        | ヴュルテンベルク公（1806年以降は王）                  |
| --------------- | ----------------------------------------------------------- | ----------------------------------------------------- |
| 1718年 - 1733年 | ルートヴィヒスブルク                                        | エーバーハルト・ルートヴィヒ（在位: 1693年 - 1733年） |
| 1733年 - 1764年 | シュトゥットガルト                                          | カール・アレクサンダー（在位: 1733年 - 1737年）       |
| 1733年 - 1764年 | シュトゥットガルト                                          | カール・オイゲン（在位: 1737年 - 1793年）             |
| 1764年 - 1775年 | ルートヴィヒスブルク                                        | カール・オイゲン                                      |
| 1775年 - 1797年 | シュトゥットガルト                                          | カール・オイゲン                                      |
| 1775年 - 1797年 | シュトゥットガルト                                          | ルートヴィヒ・オイゲン（在位: 1793年 - 1795年）       |
| 1775年 - 1797年 | シュトゥットガルト                                          | フリードリヒ2世オイゲン（在位: 1795年 - 1797年）      |
| 1797年 - 1816年 | シュトゥットガルト （ルートヴィヒスブルクを夏の宮殿とする） | フリードリヒ1世（在位: 1797年 - 1816年）              |

#### カール・アレクサンダー治世下のルートヴィヒスブルク
1733年にカール・アレクサンダーがヴュルテンベルク公の座に就くと、宮廷はシュトゥットガルトに戻された。ルートヴィヒスブルクの経済は宮廷に依存していたため、住民の半数以上が公爵に従った。ルートヴィヒスブルクの衰退を防ぐために、カール・アレクサンダー公はこの街に1736年に初めてヴュルテンベルクの刑務所・矯正施設を建設した。この施設には、ホームレス、孤児、犯罪者、後には精神病者も収容され、布地作りに従事した。このためにカール・アレクサンダー公は、本格的な機織を行う布地職人をルートヴィヒスブルクに呼び寄せ、単純な作業を施設の収容者に行わせた。

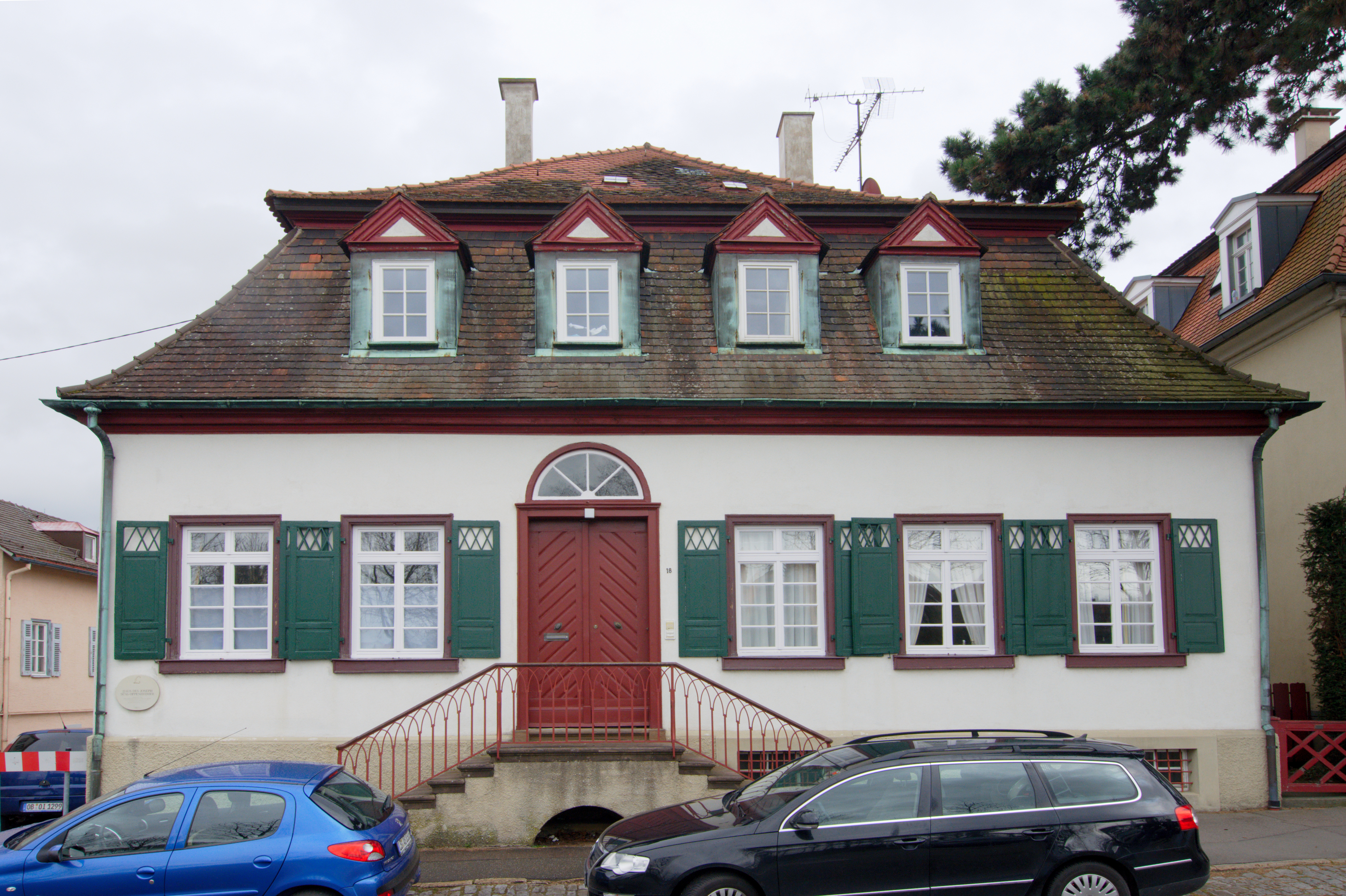
ヨーゼフ・ズュース・オッペンハイマーの館

シュトゥットガルトにおけるヴュルテンベルク公領のラントシュテンデや役人による反ユダヤ主義のため、ユダヤ人金融業者ヨーゼフ・ズュース・オッペンハイマーはルートヴィヒスブルクに住んだ。カール・アレクサンダーはルートヴィヒスブルク宮殿近くの邸宅に住むことを許可したが、この邸宅は国有財産として保持されており、オッペンハイマーの所有物ではなかった。この邸宅は7部屋あり、オッペンハイマーは高価なフランクフルトの壁布でこれを装飾した。この邸宅は現在のメンペルガルト通り18番地にある。カール・アレクサンダーの豪奢な宮廷生活の費用を捻出するためにオッペンハイマーはルートヴィヒスブルクに製陶業の設立を勧告した。財務局はそのために制作所の建物を使えるように計らい、企業家に2000グルデンの準備資金を用意した。1738年2月4日にオッペンハイマーがシュトゥットガルトで処刑されたため、ルートヴィヒスブルガー製陶工場が設立されたのはカール・オイゲンの時代になってからであった。

#### カール・オイゲン治世下のルートヴィヒスブルク

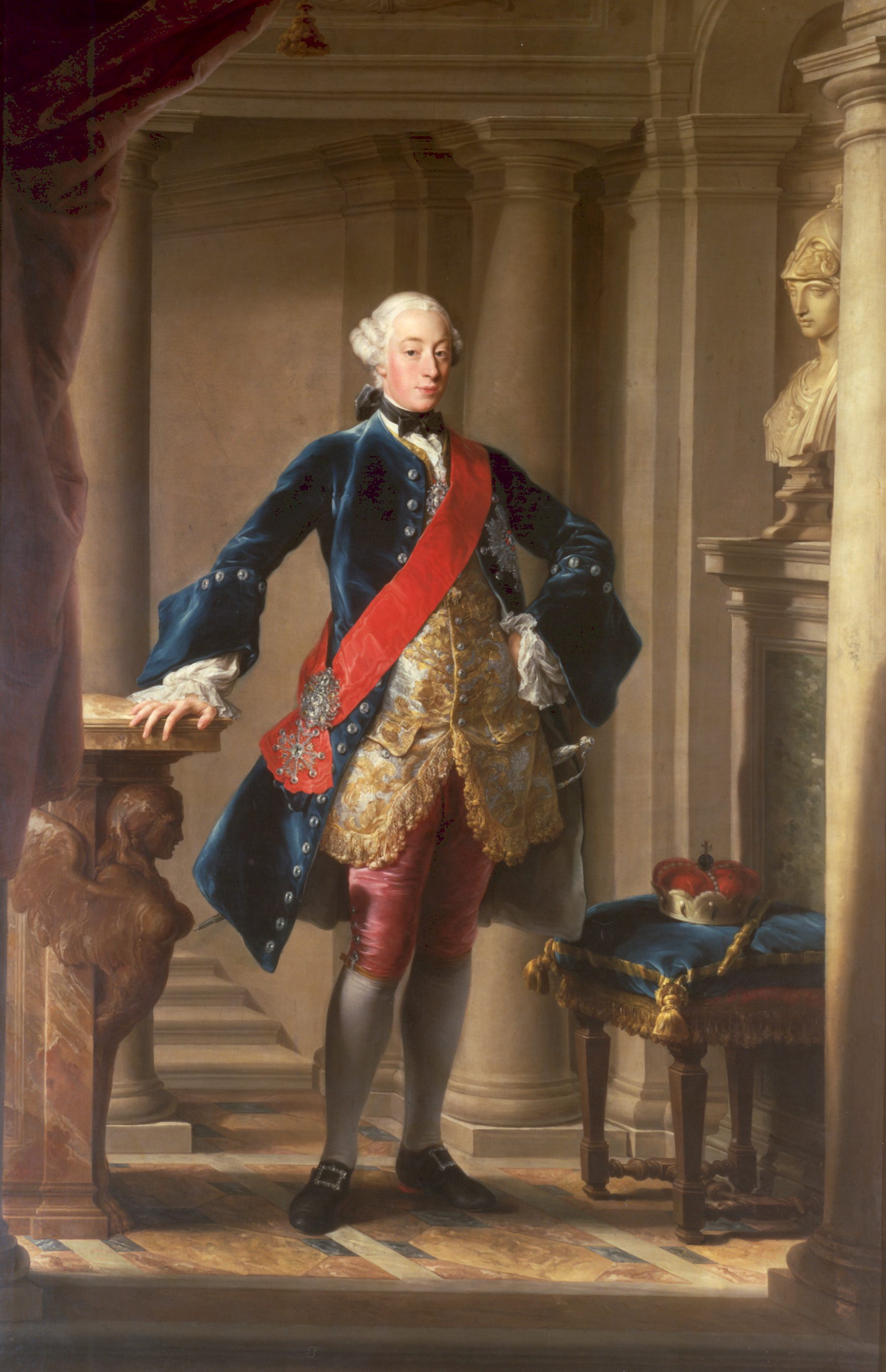
カール・オイゲン公（1750年代）

父カール・アレクサンダーが早逝した後、9歳のカール・オイゲンがヴュルテンベルク公に就いた。治世初期の1744年にカール・オイゲン公は、宮廷のルートヴィヒスブルク再移転を話題にしてラントシュテンデを脅かした。公爵を自分たちの近く、すなわちシュトゥットガルトに留めておくために、ラントシュテンデ、福音主義聖職者指導者、市民階級は、シュトゥットガルトの宮殿新築のための資金を認可した。現在のノイエス・シュロス（新宮殿）である。しかし、2つの理由により、シュトゥットガルトは首都機能をルートヴィヒスブルクに奪われた。1つは、カール・オイゲンとラントシュテンデとの間の衝突激化、もう1つは1762年に完成間近だった新しい城館がほぼ完全に焼失したことであった。カール・オイゲン公は1764年に宮廷をシュトゥットガルトからルートヴィヒスブルクに移した。公爵は他の領邦君主との文化的競争に直面していた。18世紀にはすでに書簡、旅行、肖像画や銅版画のやりとりが、領主間の緊密なコミュニケーションネットワークを形成していた。その結果文化的な競争が常に行われていたのであった。カール・オイゲンも、その威信にかけて、他の君主の文化プログラムに後れを取ることは許されなかった。
こうした観点から、18世紀後期の近代的な宮廷都市としてルートヴィヒスブルクには欠けているものがあった: オペラ劇場である。1764年11月11日にカール・オイゲンは、自分の37歳の誕生日までにオペラ劇場を完成させるよう命じた。当時ヨーロッパ最大のオペラハウスを建設するためにカール・オイゲンが建設責任者に与えたのはわずか3.5か月であった。期限に間に合わせるために周辺の村の農民たちに、木を切り倒してルートヴィヒスブルクへ木材を運び込む労役が課された。300人の大工、150人の左官、75人の下働き、40人の石工、20人の家具職人が建設工事に雇われた。さらに軍役から転属した近衛兵がこれに加わった。その結果、1765年2月11日の公爵37歳の誕生日には、実際にオペラを上演することができた。ヨーロッパ全土から高名な芸術家をルートヴィヒスブルクの宮廷に招くため、カール・オイゲンは高額の報酬を支払った。公爵は、パリ出身のバレエ振付師ジャン＝ジョルジュ・ノヴェール1人のために、兵士12,000人分よりも多くの金を払った。カール・オイゲンは、ローマ教皇の宮廷からイタリア人作曲家ニコロ・ヨンメッリをルートヴィヒスブルクに引き抜いた。
しかし、モーツァルト親子とルートヴィヒスブルクで対面することには失敗した。マンハイムやパリへの旅の途中、1763年に子供のヴォルフガング・アマデウスとマリア・アンナはルートヴィヒスブルクに滞在した。父レオポルトは子供たちを公爵に披露するつもりでいた。しかし公爵はグラーフェネック城へ狩りに出かけており、家族はこれを果たせなかった。家族は宮殿の真向かいのホテル・ヴァルトホルンに2日間滞在した。

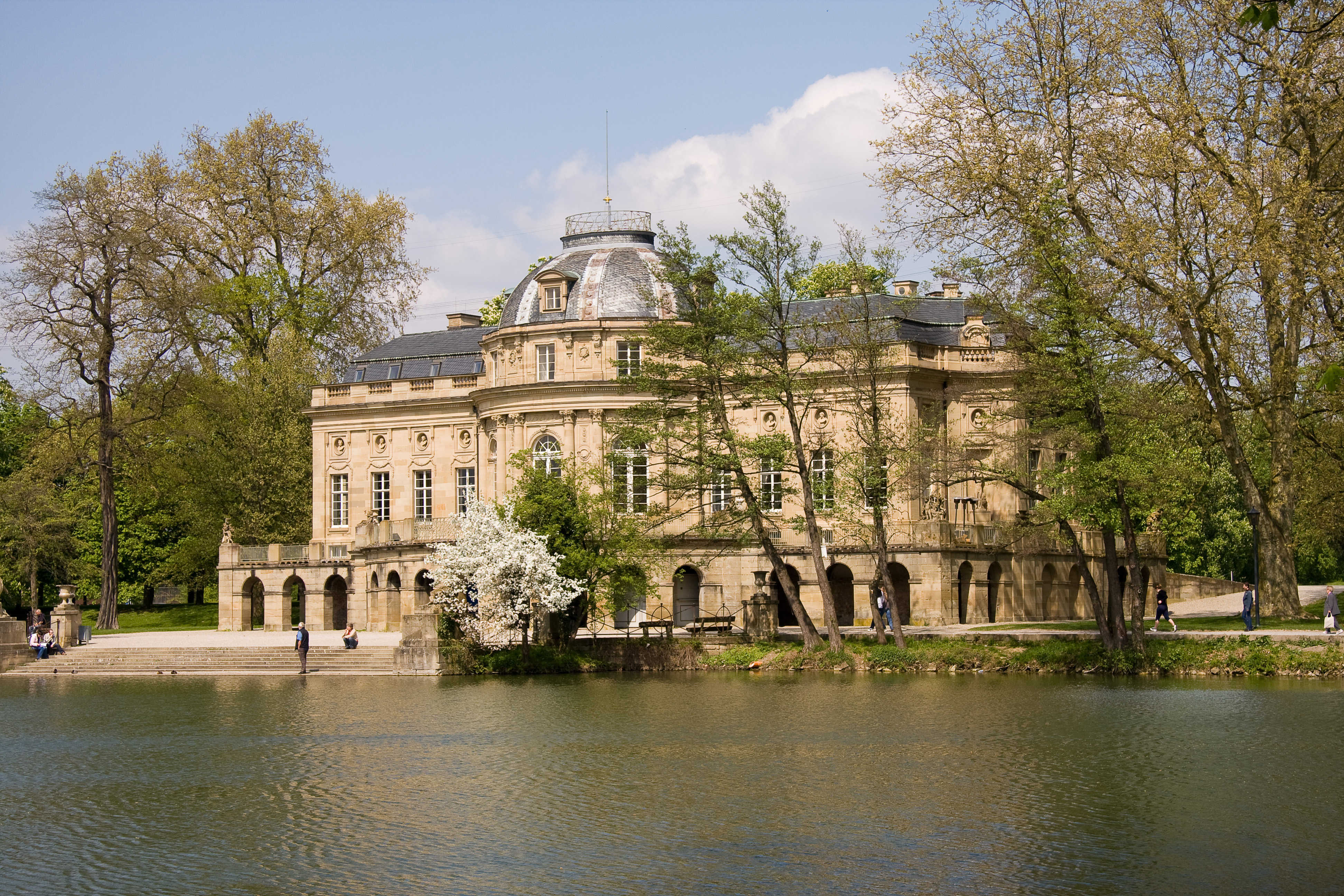
モンレポス城

カール・オイゲン公治下でのバロック建築は、ゼーシュロス（湖の城）モンレポス城（工期: 1764年 - 1768年）で完結した。カール・オイゲンとそのゲストは、ヴェネツィア風のゴンドラでこの城へ到着する趣向であった。しかし工事開始後4年でカール・オイゲンはこの別荘工事を中止させた。彼の興味はすでにゾリトゥーデ城に移ったためであった。
カール・オイゲンは完全に啓蒙主義の立場から、宮廷の他にもルートヴィヒスブルクに施設建設を奨励した。10万巻の書物を収める彼の宮廷図書館は、ヴュルテンベルク公領で最初に一般公開された図書館であった。カール・オイゲンは1758年にヨーゼフ・ヤーコプ・リングラーの協力を得てルートヴィヒスブルクに製陶工場を設立した。しかしこの工場は経済的利益を生まなかった。それは、磁器作りの原料であるカオリナイトをパッサウから輸入しなければならなかったからであった。多くの領邦や帝国都市を通って原料を運ぶことで、通行税の支払いが必要となり、ルートヴィヒスブルク磁器の価格はとても高いものとなり、ヴュルテンベルク公の経済援助なしでは立ちゆかなくなった。
廷臣の目から一時的に逃れるため、カール・オイゲンは宮殿の中に私的な隠居所を要求した。フランス人宮廷建築家フィリップ・ド・ラ・ゲピエールは、ノイエス・コルプス・デ・ロギスの3階に当時流行のロココ様式で、いわゆる「ノイエス・ツィンマー」（直訳: 新しい部屋）を造った。これは、ギャラリー、2つの前室、コンサートホール、遊戯室、2つの小部屋、寝室からなるエンフィレード（一列に並んだ続き部屋）であった。公爵はパリ滞在中に多くの高価な家具を購入した。カール・オイゲンはここで音楽、小さなサークルの集まり、バックギャモンやチェスなどのテーブルゲームを楽しんだ。しかしカール・オイゲンはゾリトゥーデ完成直後に新しい城館に家具を運び出した。
カール・オイゲンは常備軍の一部をルートヴィヒスブルクに駐屯させた。1773年には、この街には11,000人が住んでいたが、その半分以上が駐屯軍に属していた。
1775年、カール・オイゲンは宮廷を最終的にシュトゥットガルトに戻した。これは、1770年のいわゆる相続和議 (Erbvergleich) の結果であった。ヴュルテンベルクのラントシュテンデたちは、ヴュルテンベルク公が法的な権限を逸脱しているとしてウィーンの帝国顧問官会議で訴えた。ラントシュテンデの見地からすれば公爵は、公爵とラントシュテンデとの間で法的権限を区分した1514年のテュービンゲン条約をないがしろにしていた。帝国顧問官会議はヴュルテンベルクのラントシュテンデの権利を認め、絶対君主制を目指していたカール・オイゲンに対してシュトゥットガルトで会議を行っているラントシュテンデに歩み寄るよう命じた。シュトゥットガルトへ向かう宮廷の行列は、公爵の宥和を象徴するジェスチャーとして構想された。ルートヴィヒスブルクにとってそれは、新たな衰退を意味していた。1775年以後多くの建物が空き家となり、公園施設は荒廃し、道路には雑草が生えた。当時ルートヴィヒスブルクは「グラスブルク」（直訳: 草の城）と揶揄された。この状態は、フリードリヒ2世公（後の初代ヴュルテンベルク王フリードリヒ1世）の治世が始まるまで続いた。

#### フリードリヒ1世王治世下のルートヴィヒスブルク

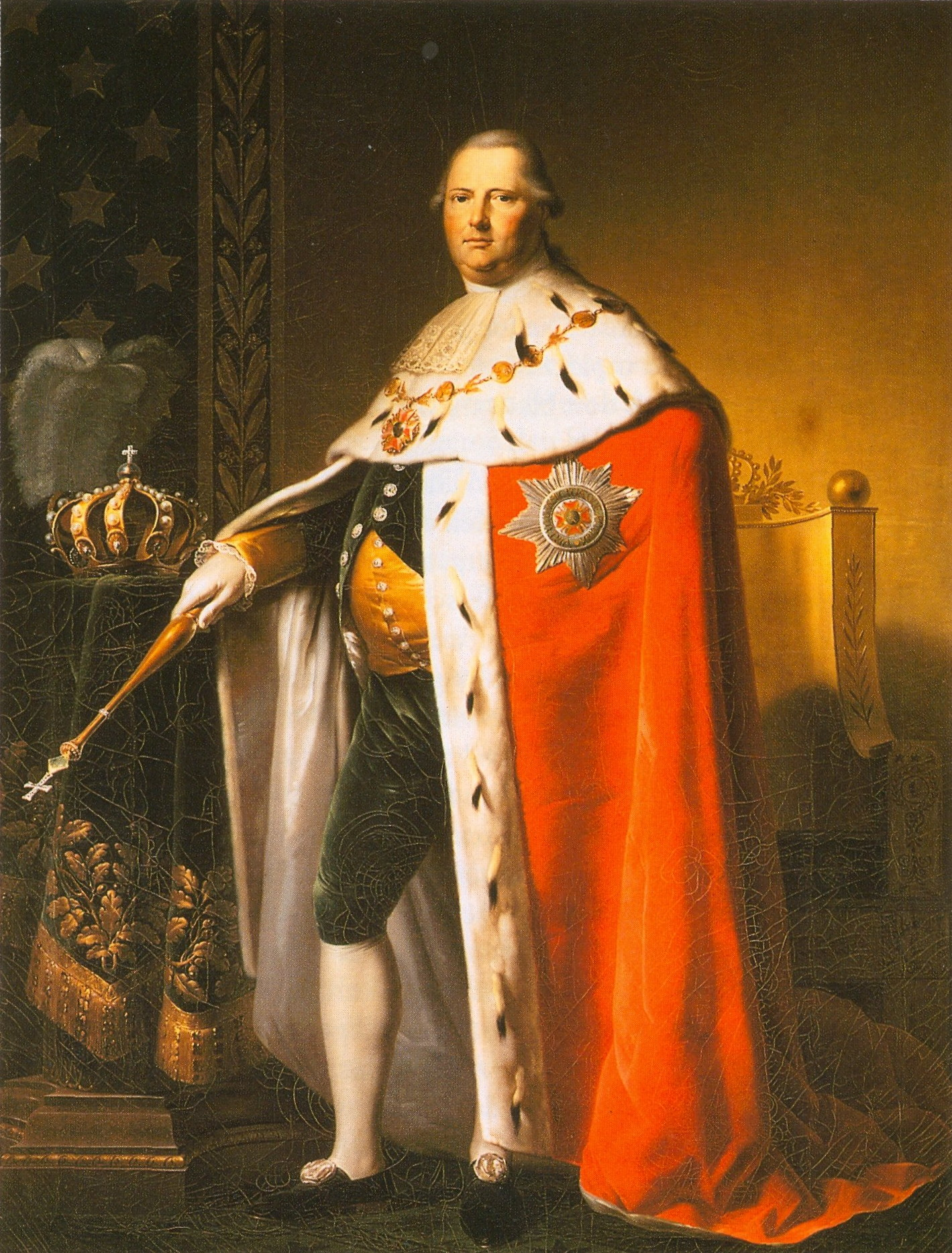
ヴュルテンベルク王フリードリヒ1世（ヴュルテンベルク公フリードリヒ2世）

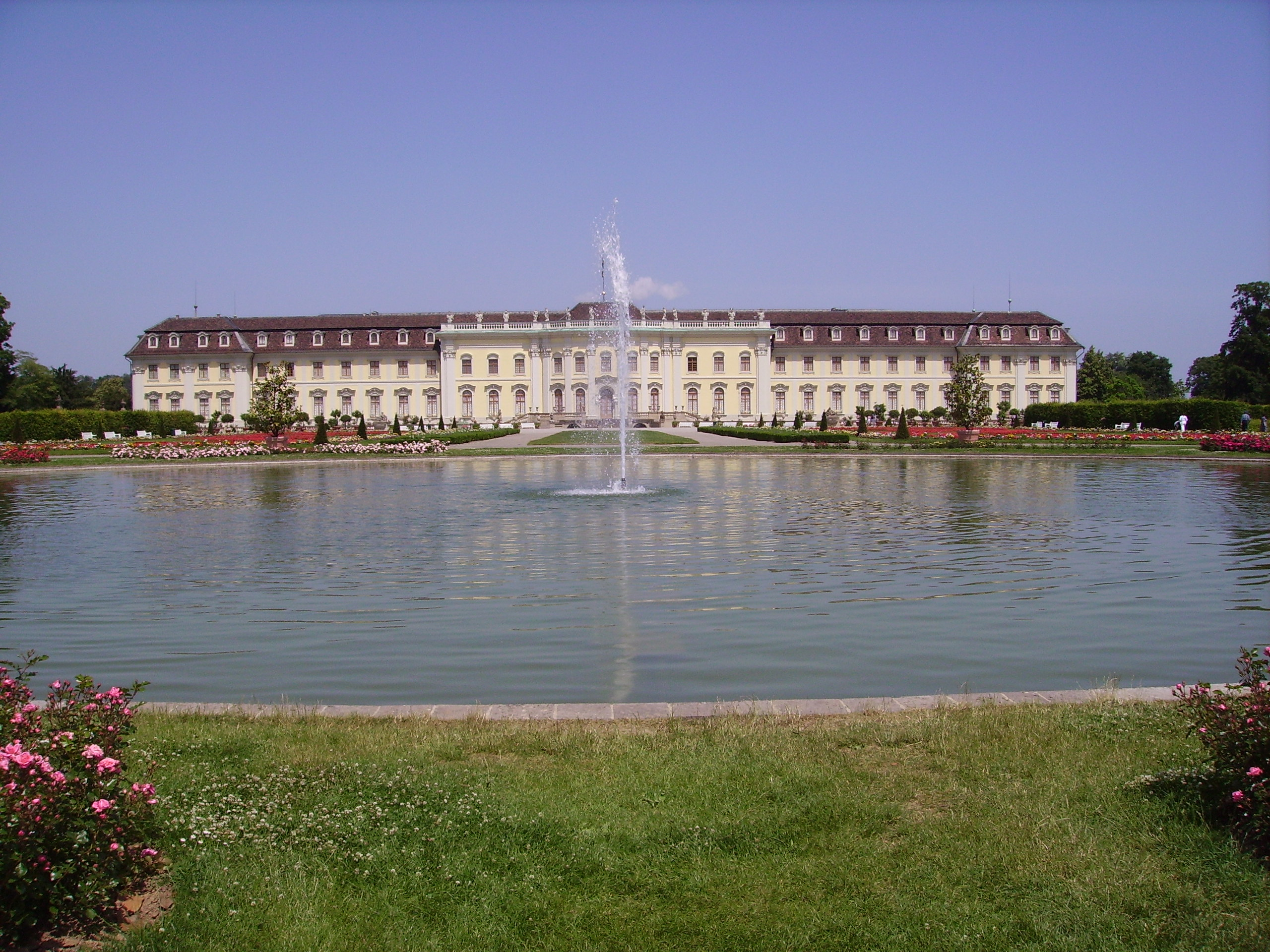
庭園の池越しにルートヴィヒスブルク城を望む

1797年フリードリヒ2世公は、ルートヴィヒスブルクを夏の宮殿とすると宣言した。公園施設や、なにより宮殿が、宮廷建築家ニコラウス・フリードリヒ・フォン・トウレットによって最新モードの古典主義様式に改築された。1798年から1804年に城の庭園がイギリス式風景庭園に改造された。並木道を基本構成要素として残し、1800年までに（おそらくフリードリヒ自身が決定した計画に基づき）南の庭に城と運河でつながれた大きな楕円形の池「エパウレッテン＝ゼー」が造られた。宮殿の東の深い堀はロマン主義的なエーミヒブルクの完璧な立地となった。庭園施設の整備と同時に、ファヴォリーテ城やモンレポス城の内部に時代の趣味に合わせた装飾がなされた。
ルートヴィヒスブルクはフランス皇帝ナポレオン1世による欧州新秩序ナポレオン・プランの恩恵を受けた。このプランは、プロイセンとオーストリアとの間にパリに従順な第三勢力をヴュルテンベルクなどの中規模国家から形成するものであった。ドイツの中規模国家は、その立地から、出兵してフランスを支援するのには有効であったが、フランスに対抗するほどの力はなかった。1803年にヴュルテンベルク公は選帝侯に昇格した。世俗化と陪臣化によりヴュルテンベルクは多くの領土を獲得した。それまでの公爵が獲得しようと戦ってきたこの昇格をフリードリヒは宮殿の内装で強調している。
しかし、1805年10月2日にナポレオンが多くの随員を連れて宮殿前に現れ、工事は中断した。ナポレオンは第三次対仏大同盟との戦いに軍を進める途上であった。この招かれざる客が現れたとき、ルートヴィヒスブルクのヴュルテンベルクの宮廷は、フリードリヒの息子パウル公子の結婚の祝宴の真っ最中であった。それでもフリードリヒは、身分にふさわしい馬車でナポレオンを迎え入れた。フリードリヒは豪華な演出で皇帝を宮殿に招き入れた。ナポレオンは、宮廷の慣例に従い、礼儀正しく、丁寧であったため、選帝侯妃シャルロッテ・マティルダの信頼を勝ち得た。1805年10月3日にナポレオンは、王の会議室で行われた1時間半にわたる会談の末、フランスとヴュルテンベルクとの間で同盟を締結することに成功した。フリードリヒは当初ナポレオンに対して中立を主張したが、ヴュルテンベルクの大半がすでにフランス軍によって占領されていたため、同盟を拒絶することはできなかった。フリードリヒはナポレオンに対して8千人から1万人の兵力と戦う用意がある宣言した。これに対してナポレオンはフリードリヒにヴュルテンベルクのラントシュテンデの権力削減における後ろ盾になることを約束した。さらにナポレオンは、ヴュルテンベルクに対して領土上の利益も約束した。ヴュルテンベルクはフランスとの同盟のために、強制はされなかったが神聖ローマ帝国から脱退した。後にナポレオンは書簡で、フリードリヒの自信に満ちた知的な態度に敬意を表している。
ナポレオンの要請でフリードリヒは1806年1月1日に王国を樹立した。この新しい称号は、ルートヴィヒスブルクに堂々たる宮廷を建設することを促した。たとえば、オーデンスザールは玉座の間に改築された。この部屋では、世俗化の過程を見ることができる。緞子と絹で造られた玉座の天蓋には、ヴユルテンベルク王国に併合されたオーバーシュヴァーベンの修道院から押収された典礼用の布地が用いられている。
1812年、ナポレオンのロシア遠征のためのヴュルテンベルク軍がルートヴィヒスブルクで編成された。15,800人の兵士のうち、帰還できたのは約500人だけであった。

### 近現代

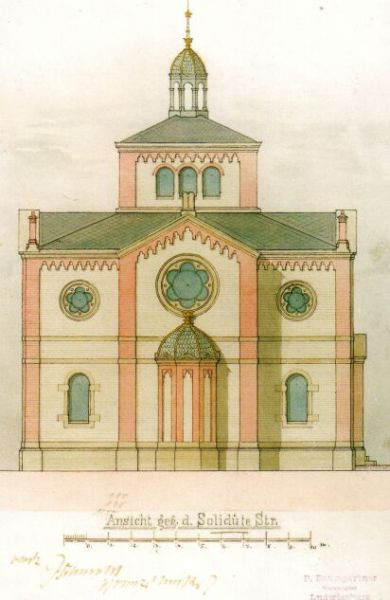
シナゴーグの設計図

この街には19世紀からユダヤ人家族が住んでいた。彼らは、アレーン/エッケ・ゾリトゥーデ通りにシナゴーグを建設し、1884年に完成した。ユダヤ人の死者は1870年からは旧ユダヤ人墓地、1904年から新ユダヤ人墓地に葬られた。この墓地はそれぞれ新旧市営墓地の隣に設けられていた。

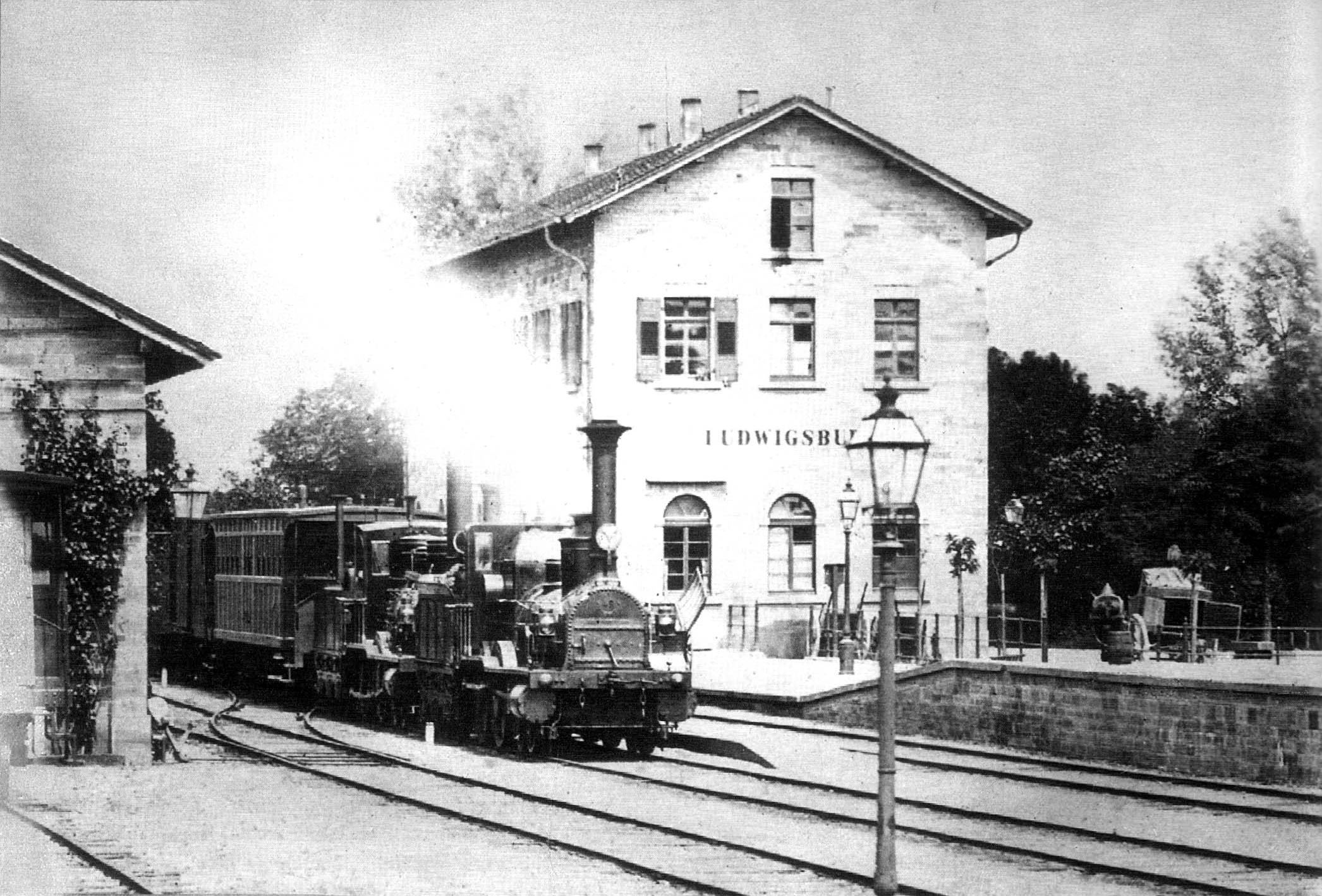
1860年頃のルートヴィヒスブルク駅

1846年10月5日、新設されたルートヴィヒスブルク駅に最初の列車が入線した。当時は、王立ヴュルテンベルク邦有鉄道中央線の北の終点であったが、1848年にヴュルテンベルク邦有鉄道は北のハイルブロンまで線路を敷設した。
1921年、ルートヴィヒスブルクに、南西ドイツ最大の兵舎が建設された。このためこの街は、「シュヴァーベンのポツダム」という別名で呼ばれた。
1926年の南北送電線建設に伴い、ルートヴィヒスブルク＝ホーエネックに変電所が設けられた。この変電所は現在もバーデン＝ヴュルテンベルク州電力網の中心的な結節点となっている。1935年にルートヴィヒスブルクは、ドイツ市町村法に基づきシュタットクライス（都市郡）を宣言したが、引き続きアムト・ルートヴィヒスブルク（1938年からはルートヴィヒスブルク郡）に属していた。

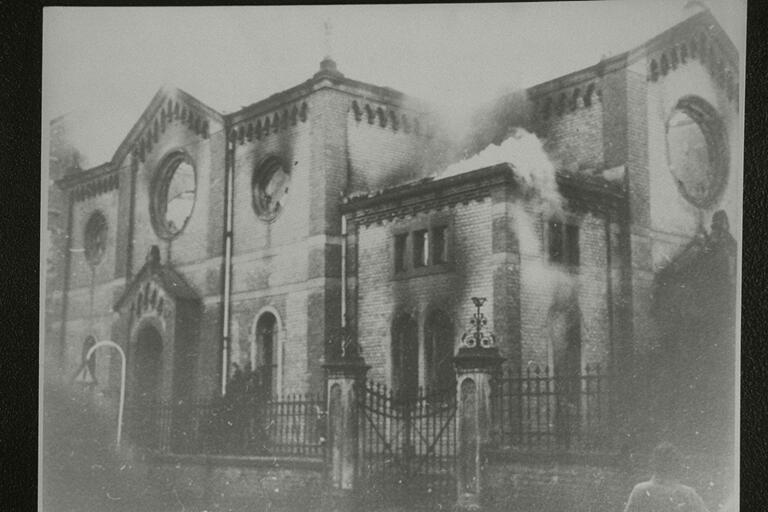
水晶の夜に焼失したシナゴーグ

1988年に敷石でその平面図が示された。殺害された人の名を記したトランクがホロコーストのユダヤ人犠牲者を追悼している。記念プレートは、人間性と人権を忘れるなと警告している。ナチの宣伝映画「ユダヤ人ジュース」は1940年にルートヴィヒスブルクで撮影された。
第二次世界大戦中この街は、他のドイツの都市と同様に、激しい破壊に苦しめられた。およそ1,500人の市民が亡くなったと推定されている。爆撃によって、ルートヴィヒスブルクでは140棟の家屋が全壊した。ルートヴィヒスブルク全体の 2 % が破壊された。1945年以後1946年半ばまで、戦争指導者を収容する連合国の収容所が設けられた。

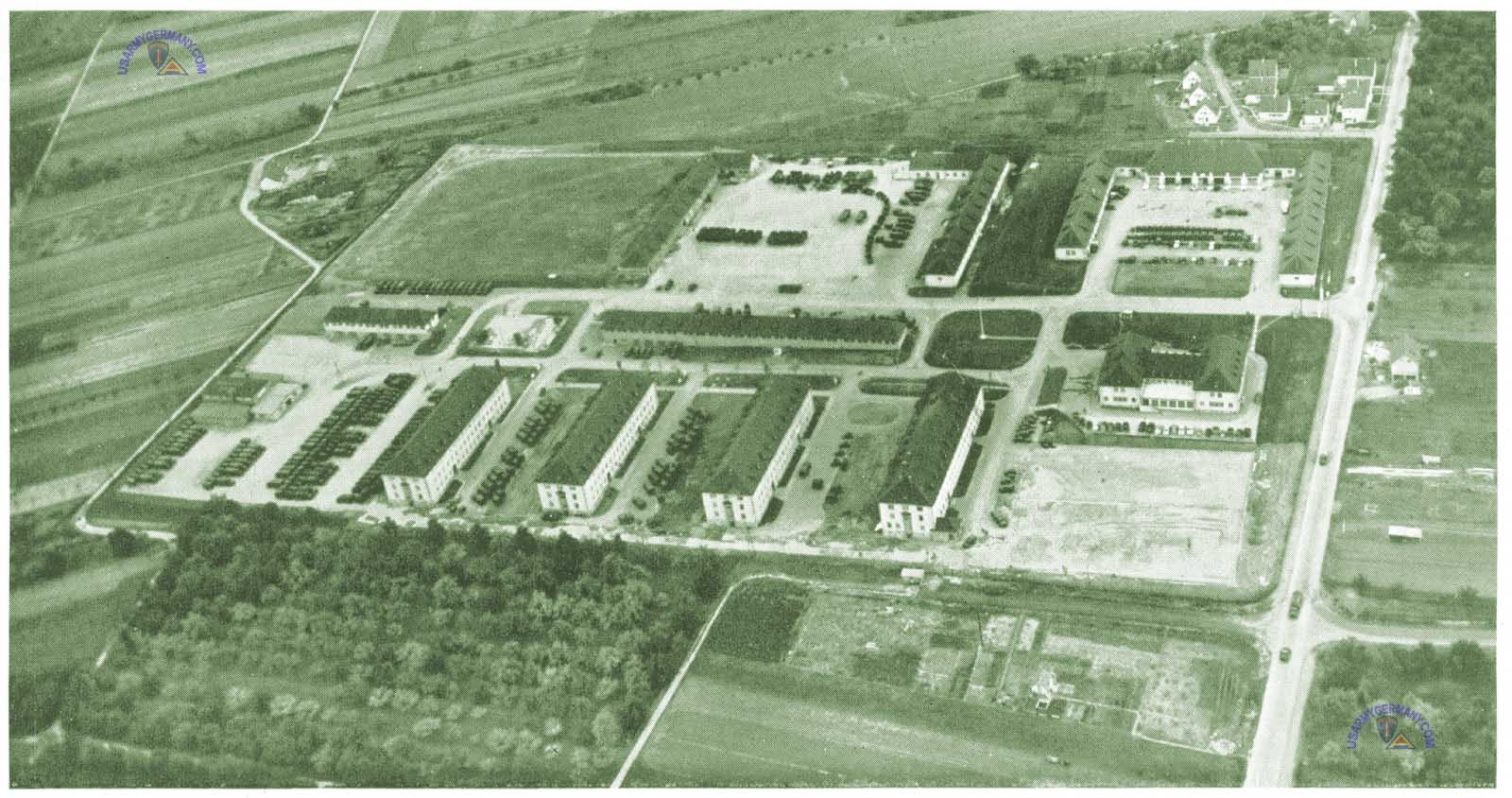
クラベンロッホ兵舎

アメリカ軍は、戦後約45年にわたって、この街の外れに大規模なパットンヴィル駐留地を設けていた。ここにはハイスクールもあった。その他に以下の施設があった: フラーク兵舎、カールス兵舎、コフィー兵舎、クラベンロッホ兵舎、マーフィー兵舎、ヴァルデツ兵舎。1956年にドイツ連邦軍は兵舎の街としての伝統を再開した。連邦軍はルートヴィヒスブルク市内に3つの兵舎を設けた: ルイトポルト兵舎、エーバーハルト＝ルートヴィヒ兵舎、イエーガーホーフ兵舎である。連邦軍は1994年にこれらの施設を放棄した。
1945年にルートヴィヒスブルクは郡庁所在地となり、バーデン＝ヴュルテンベルク州自治体法が発効した1956年4月1日に大規模郡都市となった。
1957年、ルートヴィヒスブルク＝ホーエネック変電所とロンメルスキルヒェンとの間で、ドイツ最初の 380 kV 送電線が運用開始された。
1958年に、国家社会主義犯罪を解明するための中央司法機関がルートヴィヒスブルクに設けられた。1966年には、教育大学とルートヴィヒスブルク州立スポーツ学校が開設された。
1962年9月9日、シャルル・ド・ゴールは、ドイツ訪問の最終日にドイツの若者に向け講演を行った。シュロスホーフ（城館の中庭）に集まった5,000人の聴衆を前に行われたこの講演は、独仏関係のマイルストーンとなった。
シュロスパーク（城館庭園）のフォーラムは1988年3月19日に完成した。
ルートヴィヒスブルク城は、2004年に建造300年を祝い、バロックギャラリー、モード博物館、陶磁器博物館が開館した。ルートヴィヒスブルク市交響楽団は、「侯爵、市民、兵士」やヴォルフラム・グラーフのオラトリオ「月の日」といった音楽で歴史を回顧した。ルートヴィヒスブルクの合唱団や舞踊アンサンブルも共演した。これは、1996年、200年に次ぐ第3回の大規模なルートヴィヒスブルク文化プロダクションであった。

### 市町村合併
以下の町あるいは集落がルートヴィヒスブルクに合併した:
- 1901年: エグロスハイム
- 1903年: プフルークフェルデン
- 1906年: ザロン小集落とカールスヘーエ小集落（コルンヴェストハイムから）
- 1922年: オスヴァイル
- 1926年: ホーエネック
- 1956年: グリューンビュール住宅地（コルンヴェストハイムから）
- 1974年1月1日: ネッカーヴァイインゲン[39]
- 1975年1月1日: ポッペンヴァイラー[40]

## 住民

### 宗教
|                                                                                    |  |
| マルクト広場を挟んで向かい合う福音主義市教会（左）とカトリックの三位一体教会（右） |  |

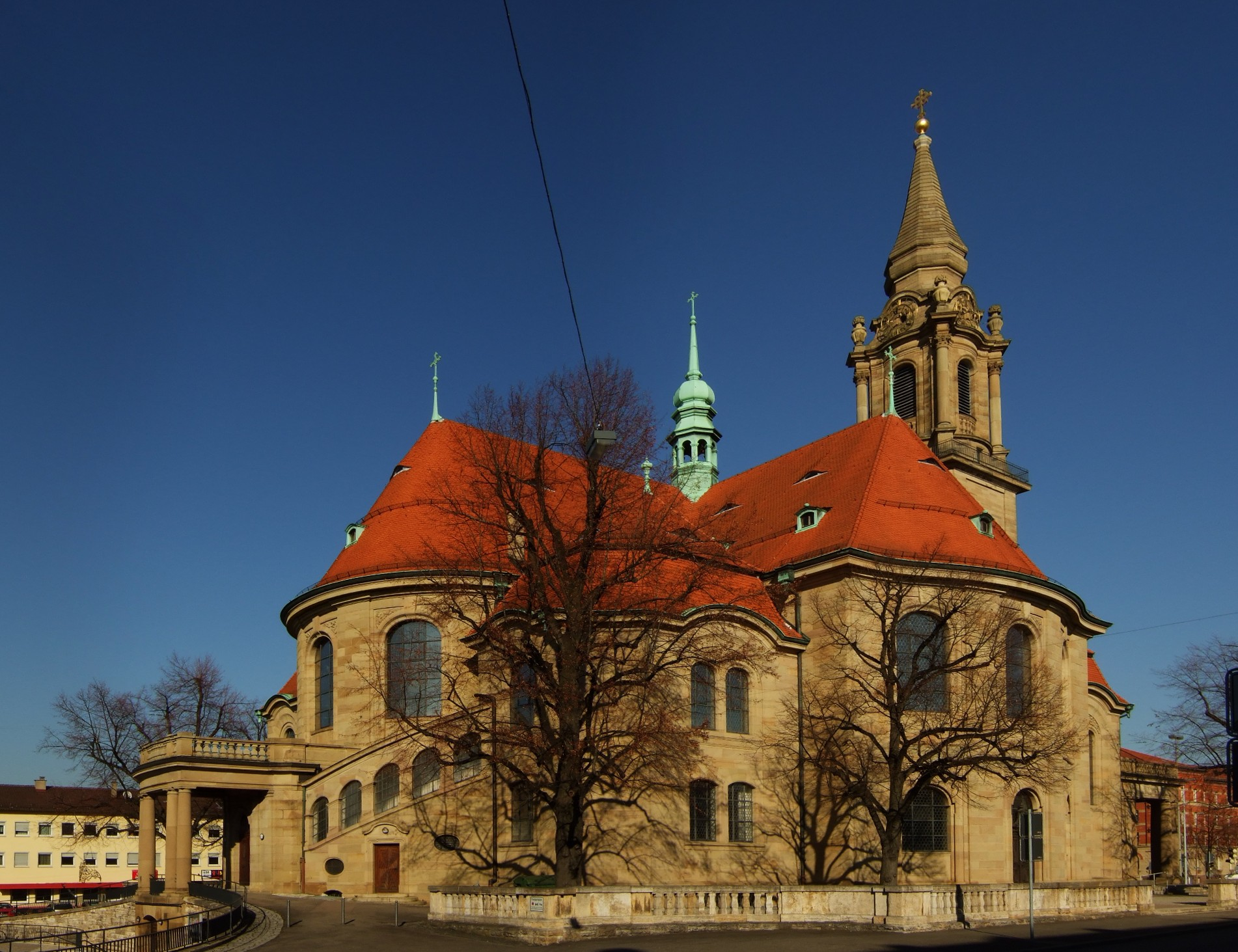
福音主義平和教会

現在のルートヴィヒスブルク市の市域は、元々コンスタンツ司教区（フォア・デム・ヴァルト助祭区）に属していた。ただし、エグロスハイムはシュパイアー司祭区（聖三位一体助祭区）に属した。ヴュルテンベルク全域と同じくルートヴィヒスブルク地方でも1534年に宗教改革が行われ、その結果この地域は何世紀にもわたって、プロテスタントが主流となった。ルートヴィヒスブルク市の初期の福音主義住民は、当初、教会町であったオスヴァイルやエグロスハイムの教会に属した。1711年にルートヴィヒスブルクは独立した教区となり、1718年にマルクグレーニンゲンに替わって教区監督官所在地となった。しかし、この若い教団が自らの教会堂を有するようになったのは1726年の福音主義市教会完成後であった。他所から移住してきた改革派教会信者も、エーバーハルト・ルートヴィヒ公から固有の教会建設を約束され、福音主義市教会の向かいで工事が始まった。しかし1781年の完成後、この教会はルター派の駐屯地教会として献堂された。改革派教会の信者らは、1823年にルター派のヴュルテンベルク地方教会に統合された。1903年に新しい駐屯地教会（現在の平和教会）が建設された。
20世紀になると著しい人口増加を背景にプロテスタント教会は5つの教会組織および教会堂を建設した。復活教会（1934年）、救世主教会（1936年）、マルティンス教会（1954年）、パウル＝ゲルハルト教会（1958年）、十字架教会（1964年）である。合計7つの教会は、プフルークフェルデン教会とともに、die Gesamtkirchengemeinde Ludwigsburg（直訳: ルートヴィヒスブルク全教会団）を形成している。ルートヴィヒスブルク市内にはこの他に、エグロスハイム、ホーエネック、ネッカーヴァイインゲン、オスヴァイル、ポッペンヴァイラーの各市区に教会がある。これらいずれも福音主義ヴュルテンベルク地方教会のルートヴィヒスブルク教会管区および同教会監督区に属している。ルートヴィヒスブルクは1823年から1956年まで、および1992年から2003年まで監督長の所在地であった。
ルートヴィヒスブルクには、都市の創建時からすでにカトリック信者もいた。たとえば、イタリア人の芸術家や城館の建設作業者などである。彼は、1725年から私邸内に礼拝を行っていた。カトリック信者であったヴュルテンベルク公カール・アレクサンダーは、1733年に城館礼拝堂をカトリックの礼拝堂に改築した。両宗派は1806年に同等の権利を有すると認められた。1807年にカトリックの駐屯地教会が建設された。1810年からカトリック信者は、これ以後共同教会として利用される駐屯地教会で礼拝を行うこととなった。1903年の駐屯地教会（現在の福音主義平和教会）新築後、それまでの駐屯地教会は、完全にカトリック教会に委ねられた。ここに現在の聖三位一体都市教区教会が建設された。ルートヴィヒスブルクは1949年にロッテンブルク＝シュトゥットガルト司教区の首席司祭の所在地となった。1960年に創設されたヴェストシュタットの洗礼者聖ヨハネ教区（教会は1959年創設）と1962年に創設されたエゴルスハイムの聖トマス・モア教区（教会は1955年創設）は、2016年に新たな聖トマスおよびヨハネス教区として合併した。内市街の聖三位一体教区は、1969年に創設されたグリューンビュールの聖エリーザベト教区（教会は1965年創設）、1974年に創設されたネッカーヴァイインゲンのキリスト復活教区、1974年に創設されたルートヴィヒスブルク聖パウルス教区、新しい聖トマスおよびヨハネス教区とともに2014年から die Seelsorgeeinheit Katholische Kirche（直訳: ルートヴィヒスブルク・カトリック教会司牧団）および die Katholische Gesamtkirchengemeinde Ludwigsburg（直訳: ルートヴィヒスブルク全カトリック教会団）を形成している。
これら二大教会の他に、ルートヴィヒスブルクには自由教会も存在する。たとえば、2つの福音主義メソジスト教会（キリスト教会と救世主教会）、宥和教会で活動している福音主義自由教会組織（バプテスト）、自由福音主義教会 (FeG)、2006年から存在するヴェーヌス教会ルートヴィヒスブルク（福音主義の自由教会である）、福音主義洗礼者教団（福音主義洗礼者教団連合に加盟している）、Volksmission entschiedener Christen の組織、セブンスデー・アドベンチスト教会組織、ライトハウス（聖書信仰センター e.V.）などである。さらに古敬虔派教団連合や南ドイツ Gemeinschaftsverband ルートヴィヒスブルク教団もある。
新使徒教会や末日聖徒イエス・キリスト教会（モルモン教）もルートヴィヒスブルクに多くの教会を有している。

### 人口推移
19世紀の工業化の始まりに伴い、市の人口は極めて急速に増大した。ルートヴィヒスブルクの人口は1803年に初めて5千人に達したのだが、1900年にはすでに2万人にまで増加した。
1839年までにこの人口は倍増し、44,000人となった。第二次世界大戦中に1,500人が亡くなった。ルートヴィヒスブルクは、他のドイツの街と同じように、大規模な破壊に苦しめられた。1945t年12月の人口は39,000人にまで減少した。しかしこの街の人口は再び増加に転じた。バーデン＝ヴュルテンベルク州統計局の研究結果によれば、2005年6月30日に現在のルートヴィヒスブルクの公式人口は87,703人である。以下のグラフは、各時点の市域における人口を示している。1833年までは概算値、それ以後は人口調査結果あるいは州統計局の公式な研究値である。

ルートヴィヒスブルクの人口推移

## 行政

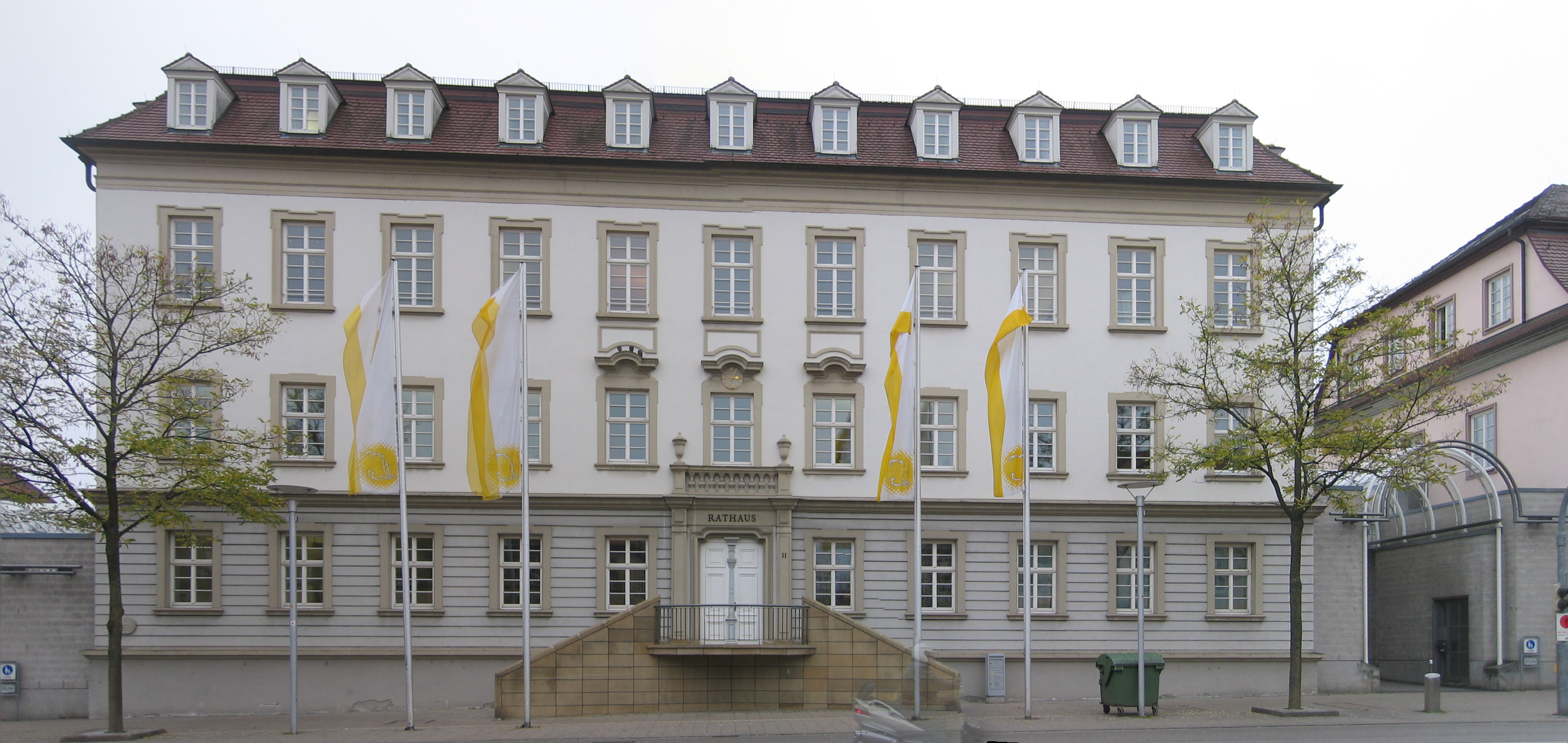
ルートヴィヒスブルク市庁舎

### 市議会
ルートヴィヒスブルク市の市議会は、選挙で選出される40人の名誉職の議員と、議長を務める上級市長で構成される。上級議長は市議会において投票権を有している。

### 首長
18世紀、市の首長として市長が立てられた。2人の副市長と書記も置かれた。市民の統一的な代表権は1819年に初めて認められた。当時の首長の公式な名称は Stadtschultheiß であり、そのほとんどが名誉称号 Oberbürgermeister を授与された。首長は、市議会と住民委員会によって選出された。現在では、バーデン＝ヴュルテンベルク州の他の大規模郡都市と同様に、Oberbürgermeister（直訳: 上級市長）が、本市の首長の一般的な公式名称である。首長は8年ごとに直接選挙で選出される。上級市長は市議会の議長を務める。上級市長の代行者として、公的名称として Erster Bürgermeister（直訳: 第一市長）を有する副市長や、Bürgermeister という称号（通常の市では市長を意味する）を持つさらなる代行者がいる。
第二次世界大戦後の首長を列記する:
- 1946–1954: エルマー・ドッホ
- 1954–1960: ロベルト・フランク
- 1960–1968: アントン・ザウル
- 1968–1984: オットフリート・ウルスヘーフェー
- 1984–1995: ハンス・ヨーヒェン・ヘンケ (CDU)
- 1995–2003: クリストフ・アイヒェルト
- 2003–2019: ヴェルナー・シュペック
- 2019- : マティアス・クネヒト[42]

### 紋章と旗
図柄: 青地。斜めに配された金の先端を持つ赤い旗竿に、金色の帝国突撃旗。旗には、赤い爪や嘴を持ち、赤い舌を出した黒い鷲が描かれている。
本市の紋章は、都市権が授与された直後の1718年9月3日にヴュルテンベルク公エーバーハルト・ルートヴィヒによって授与された。このモチーフの選択には、多くの理由がある。マルクグレーニンゲンのグリューニンゲン城とその街は中世には帝国レーエンであり、これが帝国突撃旗の旗手の任務と関連して、ヴュルテンベルク家に世襲で授けられていた。この名誉ある地位を誇示するために、1495年に帝国突撃旗はヴュルテンベルク公領の紋章の構成意匠となった。ルートヴィヒスブルク市建設の数年前にエーバーハルト・ルートヴィヒ公は、選帝侯位獲得のための努力の一環として、この職務をブラウンシュヴァイク＝リューネブルク公の要求から護り通し、時代遅れとなったマルクグレーニンゲンから宮殿内に旗を移すことについに成功した。市の紋章は、公爵の宮殿および帝国突撃旗の保管場所という機能を反映している。ルートヴィヒスブルクは、これにより、旧アムト・グレーニンゲンの本部所在地としての地位をマルクグレーニンゲンからルートヴィヒスブルクが奪取したことを強調している。しかしアムト・グレーニンゲンは小規模な抵抗の結果再興され、1806年頃に最終的にオーバーアムト・ルートヴィヒスブルクに併合された。
ルートヴィヒスブルクの旗は、黒 - 黄色で、1750年頃から用いられている。

### 姉妹都市
ルートヴィヒスブルク市は以下の都市と姉妹都市関係にある:
- モンベリアル（フランス、ドゥー県）1950年
  - この街は1796年までヴュルテンベルク公領に属していた。これは独仏間の最初の姉妹都市協定であった。
- ケアフィリ（イギリス、ウェールズ）1960年
- イェウパトーリヤ（クリミア自治共和国）1990年
- セントチャールズ（アメリカ合衆国、ミズーリ州）1995年
- ノヴィー・イチーン（チェコ語版、英語版）（チェコ、モラヴィア・スレスコ州）2012年

### 援助・協力関係
1962年にクーレントヒェンから追放されたズデーテンのドイツ人に対する援助・協力関係を締結した。1990年以後の政治的転換以後追放された人々のかつての故郷への往来は改善され、2012年にノヴィー・イチーンとの姉妹都市協定が締結された。

## 経済と社会資本
ツークンフトアトラス 2019（未来地図 2016）でルートヴィヒスブルク郡は、ドイツの401の郡、市町村連合、郡独立市の中で18位に位置づけられており、「極めて高い将来的チャンスがある」地域と評価されている。

### 交通

#### 道路
ルートヴィヒスブルクはアウトバーン A81号線のルートヴィヒスブルク北インターチェンジ（LB-ノルト）およびルートヴィヒスブルク南インターチェンジ経由で到達できる。LB-ノルトには、シュトゥットガルト方面から直接連邦道 B27号線のビーティヒハイム方面へ直接誘導する2車線の道路がある。これはインターチェンジで2つの信号を経由することを避けるためのものである。これは特にシュトゥットガルトへの通勤者にとって重要である。また、B27号線シュトゥットガルト - ハイルブロン線が一部6車線で本市の市域を通っている（7万台/日）。
ルートヴィヒスブルクの市域には、環境ゾーンが設けられている。これにより、この地域では2008年3月1日以降、微細粉塵軽減ステッカー着用義務が課されている。この環境ゾーンは、2013年に他の環境ゾーンとともにルートヴィヒスブルクおよびその周辺地域環境ゾーンを形成した。この環境ゾーンはビーティヒハイム＝ビシンゲンを包含し、レオンベルク/ヘンミンゲン周辺環境ゾーンのマルクグレーニンゲンとその周辺地域を経て、南のシュトゥットガルト環境ゾーンに接する。

#### 鉄道

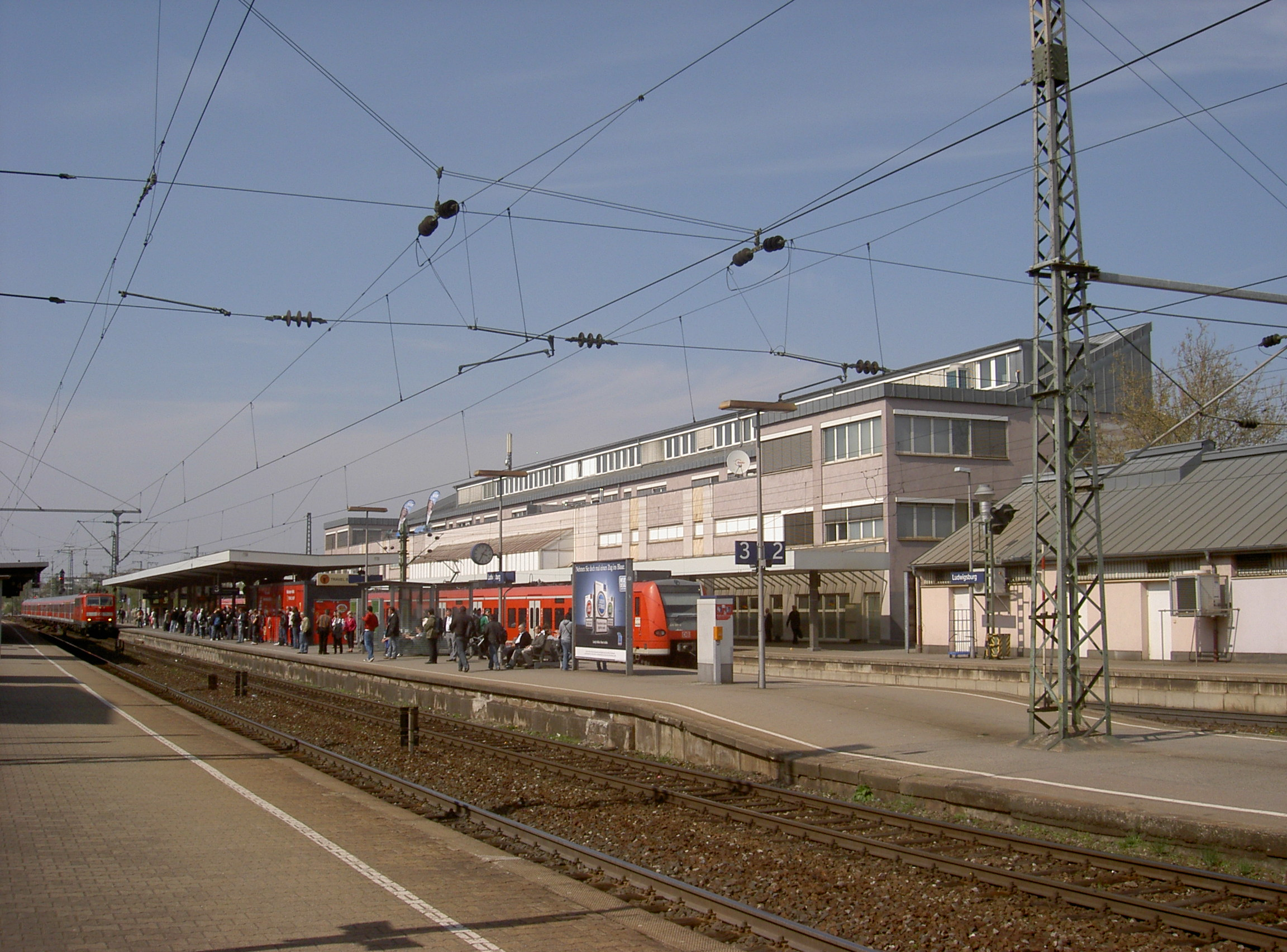
ルートヴィヒスブルク駅

ルートヴィヒスブルク駅は、鉄道シュトゥットガルト - ハイルブロン - ヴュルツブルク線（フランケン鉄道）およびシュトゥットガルト - ブルーフザール線（西線）の駅である。この駅には、カールスルーエ、ハイデルベルク、ハイルブロン、ヴュルツブルク行きのレギオナルエクスプレスや、シュトゥットガルトSバーンのS4号線（バックナング - マールバッハ - シュトゥットガルト＝シュヴァープシュトラーセ）およびS5号線（ビーティヒハイム - シュトゥットガルト＝シュヴァープシュトラーセ）が発着する。この他のSバーンの駅としては、S4号線のファヴォリーテパルク駅がある。マルクグレーニンゲンへの支線は廃止されたが、市電として再開させる計画がある。さらに、ヴェストシュタットには、専ら貨物駅として利用されているルートヴィヒスブルク工業鉄道が存在する。

#### その他の公共交通機関
公共旅客近郊交通として、LVL イエガー社（およびその姉妹会社 ツァイハー）の市バス路線およびヴュルテンベルクバス会社の州をまたぐ路線が利用できる。
すべての公共交通機関は、シュトゥットガルト交通・運賃連盟 (VVS) の統一料金で利用できる。
1910年から1926年まで、市内にはトロリーバスが運行していた。これはルートヴィヒスブルク架線路線と呼ばれた。
かつての稠密な軌道網の名残として、ルートヴィヒスブルク市は市の南部を通る全長約 2 km の工業用路線を運営しており、コルンヴェストハイム操車場からの鉄鋼交易に利用されている。
2019年現在、ルートヴィヒスブルクの市電建設が議論されている。

### フェアトレード・タウン
ルートヴィヒスブルクは、2011年2月16日にフェアトレード・タウンの認証を得た。

### 企業

#### 自動車部品・下請け業と機械製造業
- ベル (Beru) は、1912年に設立され、グロープラグやその他の自動車コンポーネントを製造している。
- マン＋フンメル (Mann+Hummel) は1941年に設立されたフィルトレーション・ソリューションの世界的リーディングカンパニーで、自動車産業および機械製造業の開発パートナーでありサプライヤーである。
- 1935年に設立されたゲトラーク (Getrag) は、乗用車およびオートバイ用トランスミッションの専門メーカーである。
- 機械製造業者 MAG パワートレイン (MAG Powertrain) は、かつて独立していた伝統的な企業ヒュラー・ヒレ (Hüller Hille) およびクロス・ヒュラー (Cross Hüller) の後継企業であり、ティッセンクルップ＝シュパルテ・メタル・カッティング (ThyssenKrupp-Sparte Metal Cutting) の主要部分をなしている。
- 工作機械メーカーのグレアゾン＝プファウター (Gleason-Pfauter) は、かつてのケムニッツァー・ヘルマン・プファウター AG (Chemnitzer Hermann Pfauter AG) の後継企業である。

#### その他の工業系企業
- ハイデルベルガー印刷機（ドイツ語版、英語版）は、かつて独立していた紙折り機製造業者シュタール & Co. を引き継いだ。シュタール & Co. は、これ以後ルートヴィヒスブルクに本社を置いている。
- ポルシェは、販売・マーケティング用の支社を運営している。
- ツィーマンはビール醸造施設の設計・製造のリーディングカンパニーである。
- ボッシュとダイムラーは、ジョイントベンチャー EM-モーティヴ GmbH として研究センターをルートヴィヒスブルクに置いている。
- ハーン + コルプ社は2013年に本社をシュトゥットガルトからルートヴィヒスブルクに移転した。
- ポルシェ・デザイン・グループ（ポルシェ・ライセンスおよび販売会社 mbH & Co. KG）に属すポルシェ・デザイン・スタジオは、2014年春にビーティヒハイム＝ビシンゲンからルートヴィヒスブルクに移転してきた。

#### サービス業
地元の主なサービス業者としては、mhplus 企業健康保険組合およびヴュステンロート建築貯蓄組合がある。コンサルタント企業の MHP マネジメント・ウント・IT-コンサルタントもルートヴィヒスブルクにある。

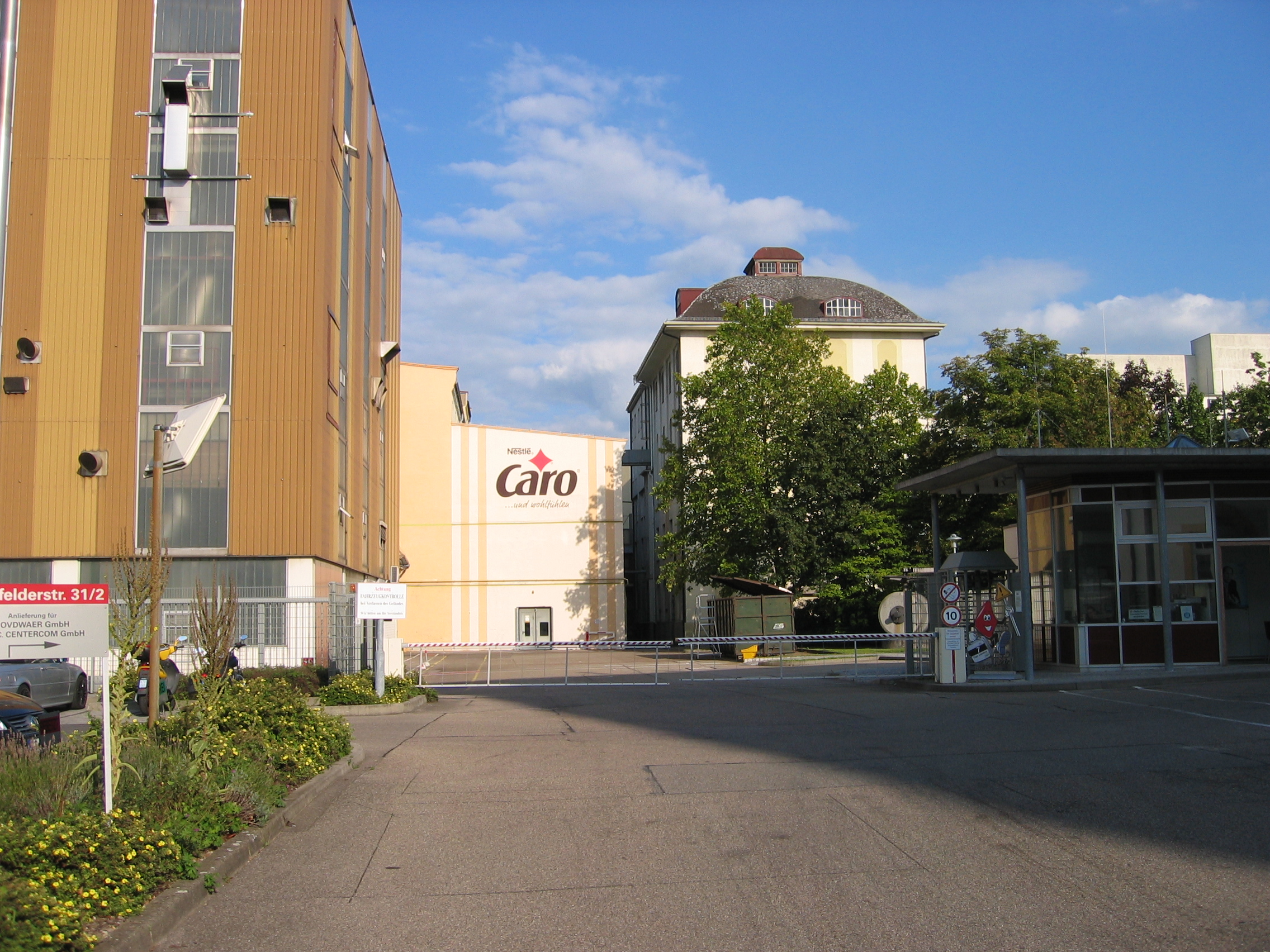
操業時（2015年）のカロ＝コーヒー工場

#### かつて存在した企業
ルートヴィヒスブルクは1987年から1998年まで、ドイツ第3のコンピュータ製造業者だったシャット・コンピュータテクニークの本社所在地であった。アメリカのソフトウェア企業 Quark, Inc.（DTP-ソフトウェア QuarkXPress の製造業者）は、クォーク・ドイチュラント GmbHをルートヴィヒスブルクに置いていた。ここには本社とともに開発部門が置かれていた。すべての製造がインドに移転したため、この事業所は徐々に閉鎖されていった。
1758年から存在していた磁器製造業者ポルツェラン＝マヌファクトゥーア・ルートヴィヒスブルクは、2016年2月に倒産し、廃業した。
駅前のウニフランク＝ヴェルクでは、主にカロ＝コーヒーが製造されていた。この会社はネスレグループに属していた。この工場は2018年末に閉鎖された。

### メディア

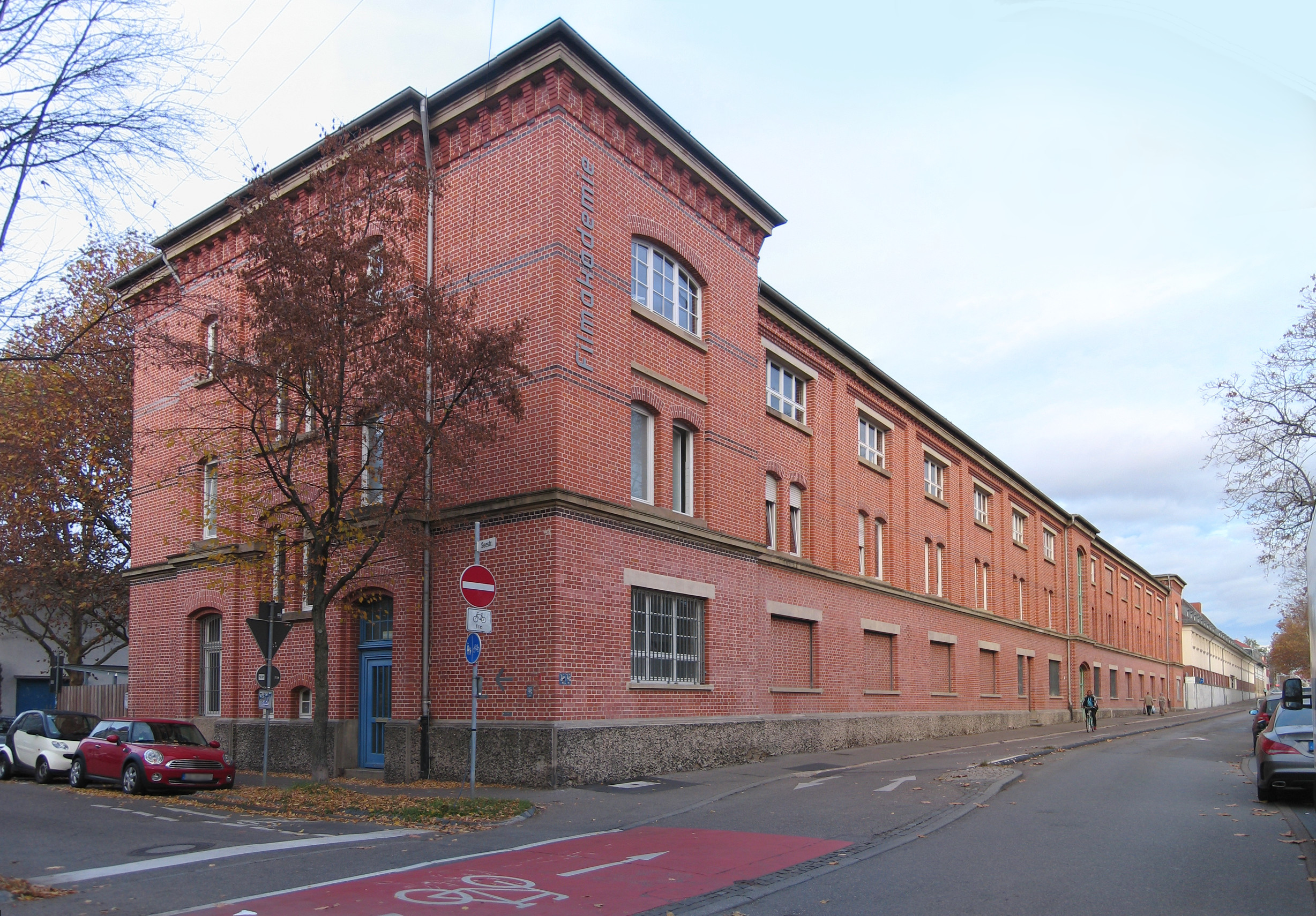
バーデン＝ヴュルテンベルク映画アカデミー

ルートヴィヒスブルクは、この地域の中心的な映画およびメディアの所在地となっている。ここには、バーデン＝ヴュルテンベルク映画アカデミーがあり、そのすぐ近くにルートヴィヒスブルク映画・メディアセンターがある。ここには、映画・メディア業界の50社以上の会社またはその支社がある。制作会社 teamWorx は、ルートヴィヒスブルクにオフィスを置いている。
民営の TV-放送局 L-TVは、ルートヴィヒスブルクでハイルブロン＝ルートヴィヒスブルク向けのローカルプログラムを制作している。
ドイツで最も古く、最大の自然・動物・環境フィルムフェスティバル「ネイチャービジョン」は、2012年にバイエルンの森からルートヴィヒスブルクに会場を移し、これ以後この街の映画館で開催され、2014年からは内市街の真ん中にあるアーゼナル広場で大規模な野外映画祭を行っている。さらにルートヴィヒスブルクでは数多くの業界会議、たとえばヨーロッパ短編映画フェスティバル、ドイツ経済映画賞、およびドイツ・ドキュメンタリー映画賞が授与される専門家会議 Dokville などが開催される。
ルートヴィヒスブルクでは、日刊紙として「ルートヴィヒスブルガー・クライスツァイトゥング」が刊行されている。
ドイツで最初期のオンライン・ジャーナルの1つ「ウェブツァイトゥング・ルートヴィヒスブルク・オンライン」は、2001年に開始された。これはルートヴィヒスブルクおよびシュトゥットガルトのニュースを扱うウェブマガジンである。
1995年にアスペルクで設立された出版社キルロイ・メディアは、2013年からルートヴィヒスブルク＝エグロスハイムに本社を置いている。この小さな出版社は、廃業したアスペルガー・アウトレンヴェルクシュタットを起源とし、1995年、1996年、1998年のミヒャエル・シェーナウアーの下でルートヴィヒスブルクで文学フェスティバルを3回開催した。この tatWort-Festivals は、新しい社会運動ソーシャル・ビート文学シーンを指向するもので、1990年代のスラム＝ポエトリー運動の一部でもあり、全国的な重要性を持っていた。

### 司法機関、行政機関、公共施設

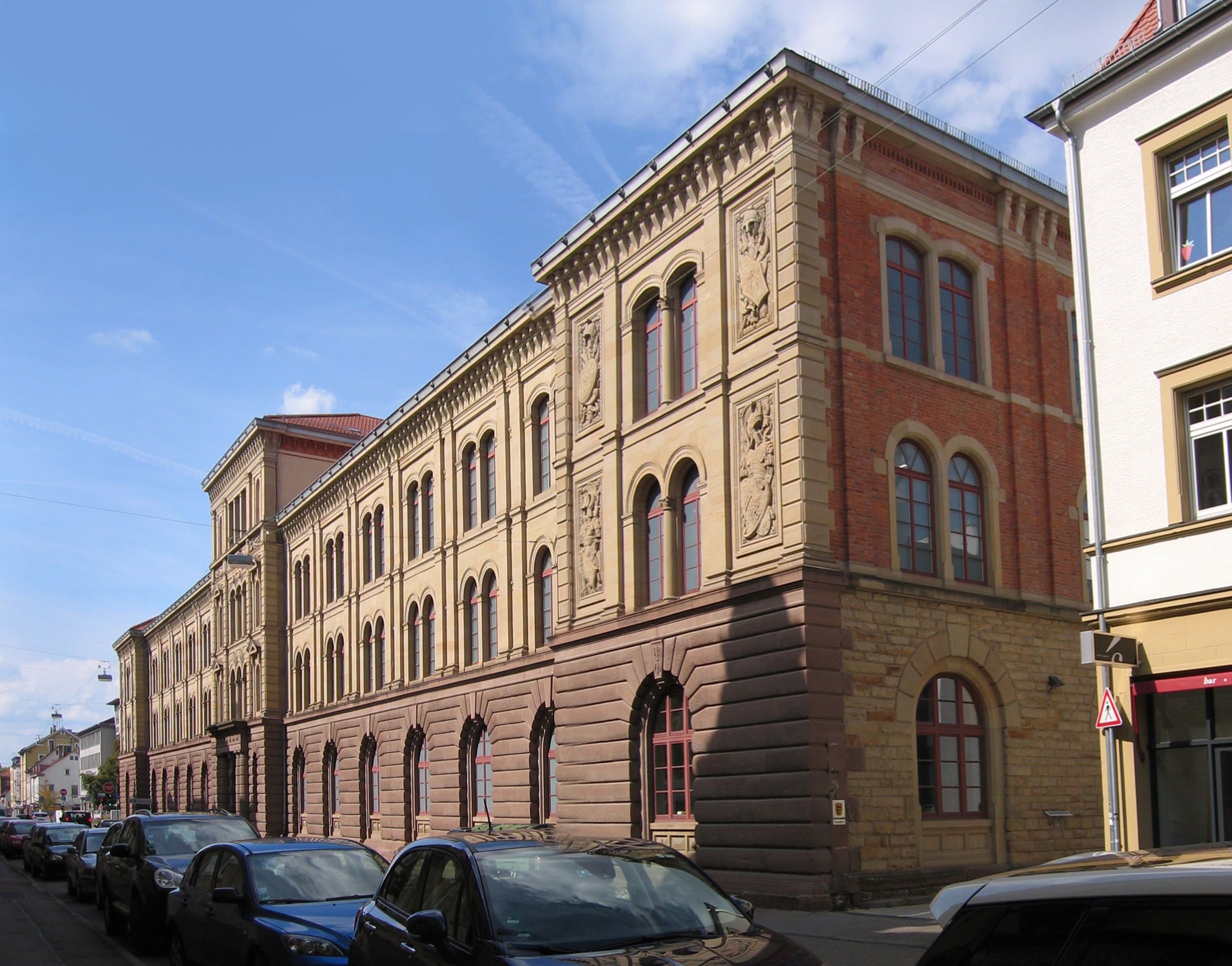
ルートヴィヒスブルク州立文書館

ルートヴィヒスブルクには、シュトゥットガルト上級地方裁判所およびシュトゥットガルト地方裁判所に属す区裁判所(de:Amtsgericht)が存在する。また、国家社会主義犯罪解明のための司法行政機関の中央庁舎、さらにシュトゥットガルト労働裁判所の分室、税務署、職業安定所もある。ルートヴィヒスブルクは、バーデン＝ヴュルテンベルク州文書館の一部であるルートヴィヒスブルク州立文書館の所在地である。
ルートヴィヒスブルク郡の郡役場もこの街にある。

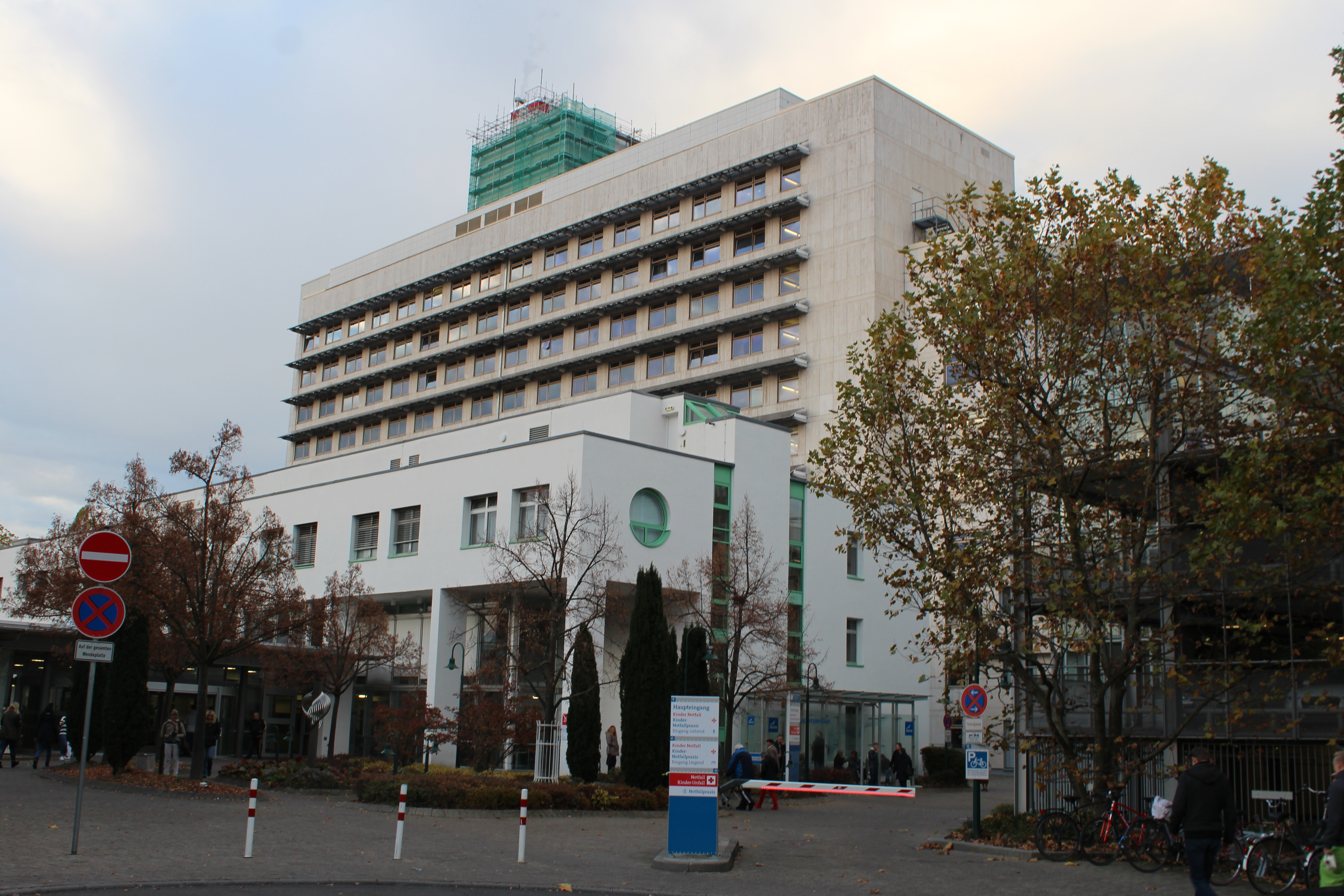
クリーニクム・ルートヴィヒスブルク

クリーニクム・ルートヴィヒスブルクは、969床の、クリーニクム・ルートヴィヒスブルク＝ビーティヒハイム gGmH 最大の病院で、ハイデルベルク大学病院のアカデミック研修病院である。
ルートヴィヒスブルクは、ネッカー中流域栄養センター（1997年開所）の本部所在地である。これはバーデン＝ヴュルテンベルク州に4箇所ある同種センターのうちの1つである。この機関は、ルートヴィヒスブルクの郡長に属す機関であり、その機能は農業行政の下位機関である。
本市はヴュルテンベルク福音主義州教会ルートヴィヒスブルク教会管区およびロッテンブルク＝シュトゥットガルト司教区ルートヴィヒスブルク主任司祭区の本部所在地である。
ルートヴィヒスブルクは、1948年の創設当時からドイツ＝フランス協会の本部所在地である。この団体は、1990年からフランス図書館を設立している。

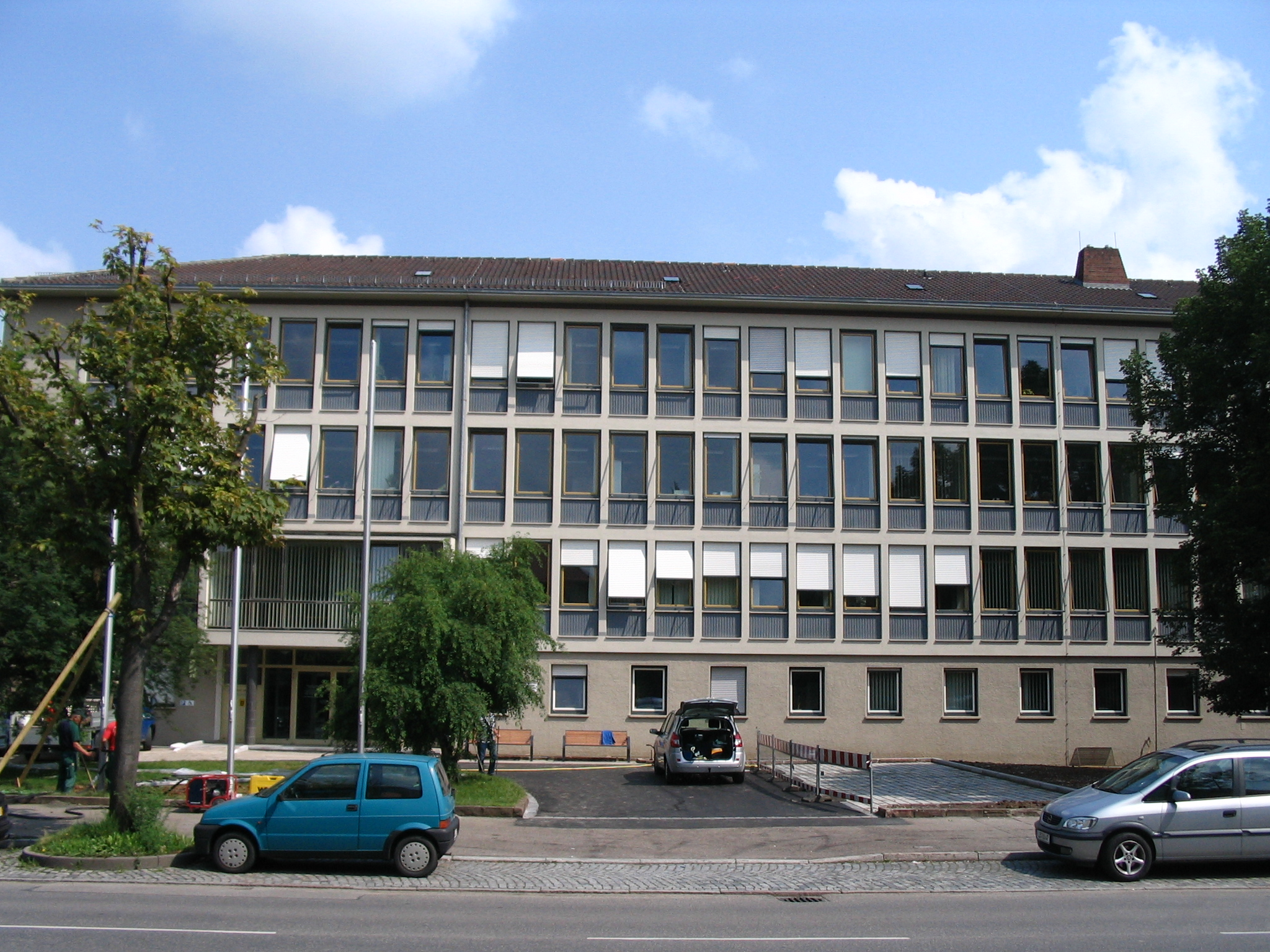
ルートヴィヒスブルク区裁判所
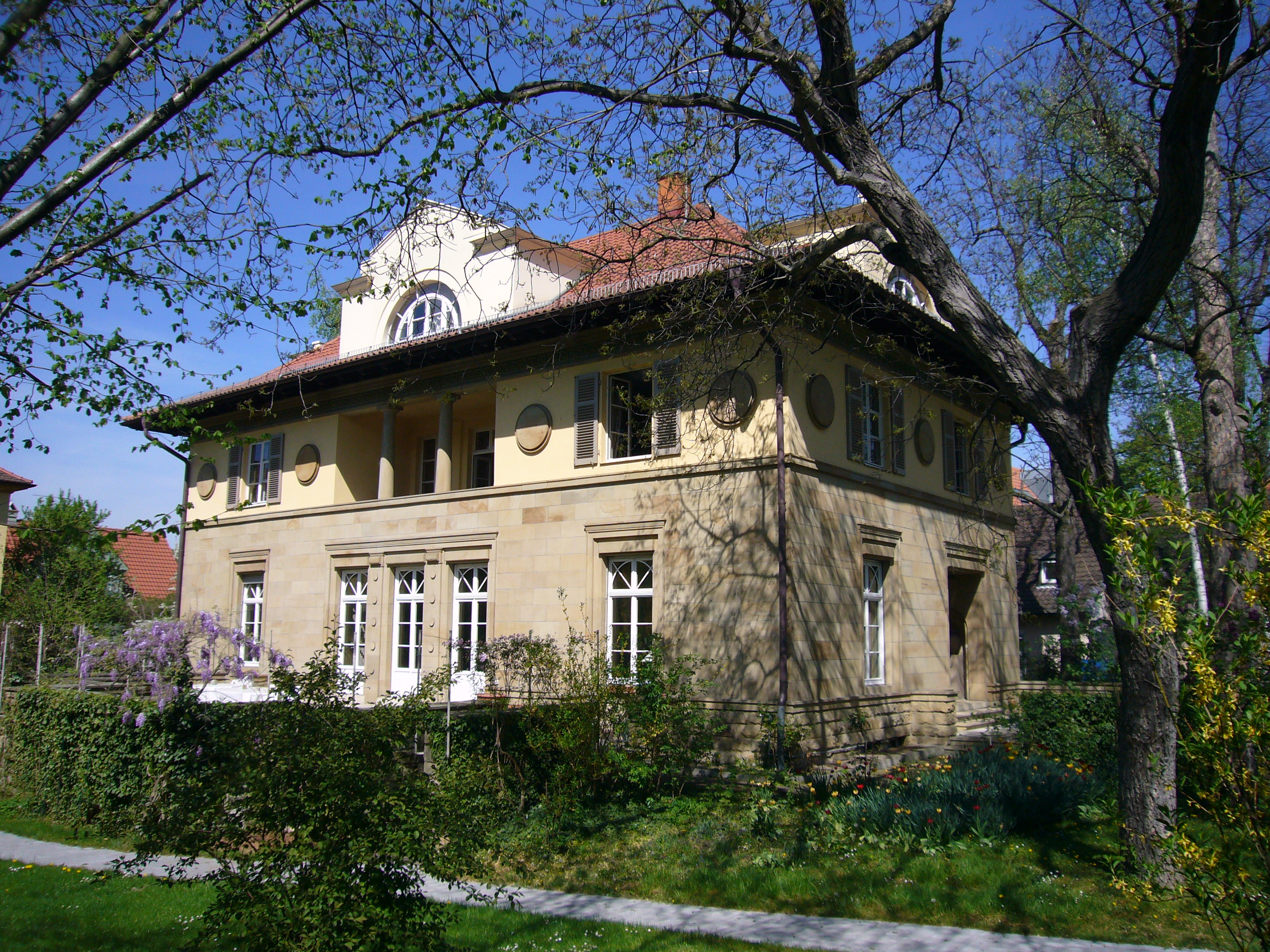
ドイツ＝フランス協会本部

### 教育
ルートヴィヒスブルクには、以下の大学がある: ルートヴィヒスブルク教育大学、ルートヴィヒスブルク行政・財政大学、ルートヴィヒスブルク福音主義大学（社会事業、宗教教育学、社会奉仕活動の大学）。さらに、バーデン＝ヴュルテンベルク映画アカデミーおよびバーデン＝ヴュルテンベルク演技芸術アカデミーがある。
ルートヴィヒスブルクは数多くの一般教育および職業教育のための学校を有している: ギムナジウム 4校（フリードリヒ＝シラー＝ギムナジウム、ゲーテ＝ギムナジウム、メーリケ＝ギムナジウム、オットー＝ハーン＝ギムナジウム）、実科学校 2校（エリー＝ホイス＝クナップ実科学校、ゴットリープ＝ダイムラー実科学校）、養護学校 2校（エーバーハルト＝ルートヴィヒ＝シューレ、ジルヒャーシューレ）および数多くの基礎課程学校、基礎課程・本課程学校、本課程学校である。

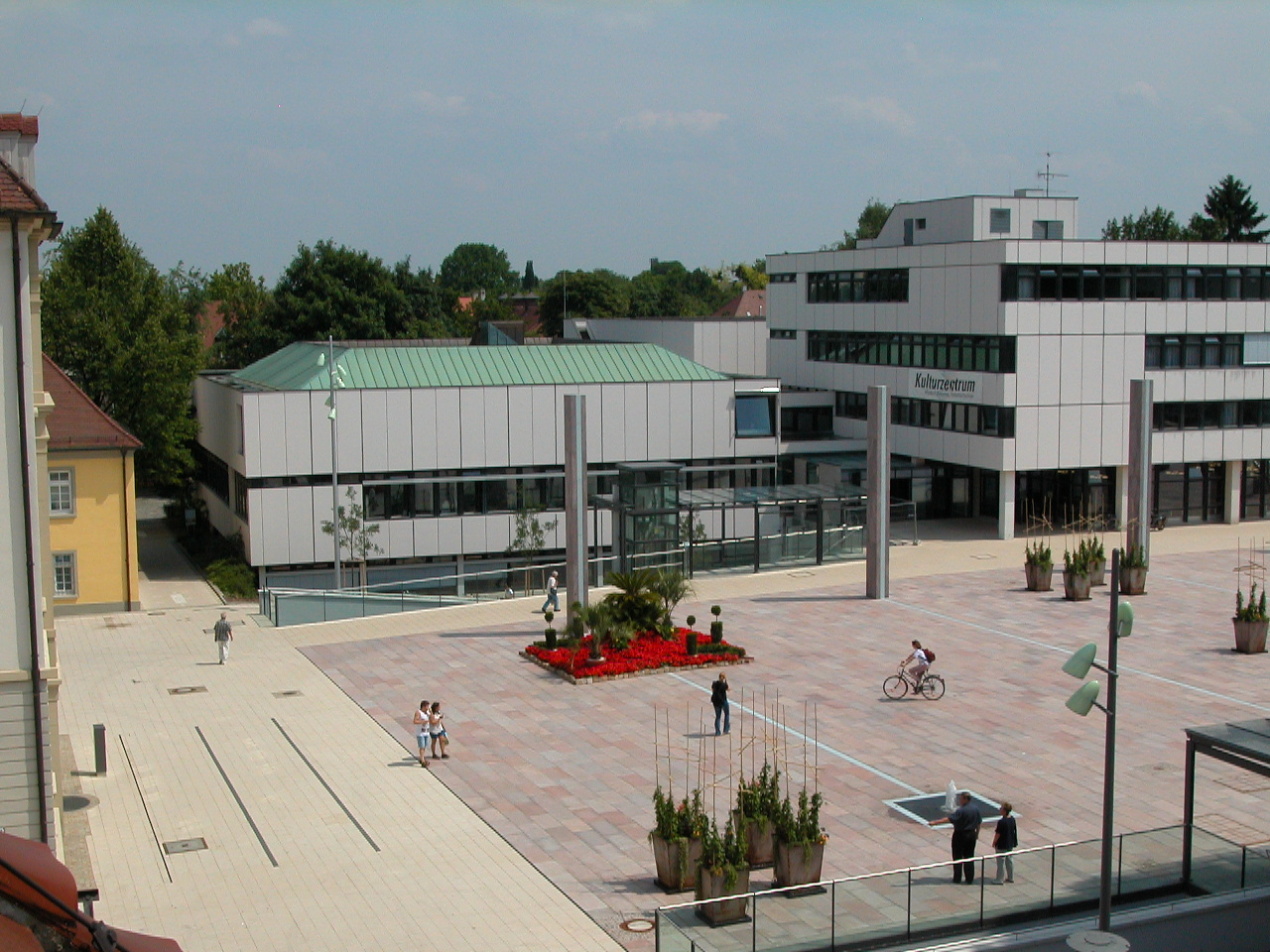
ルートヴィヒスブルク文化センター

ルートヴィヒスブルク郡は、職業学校 4校（カール＝シェーファー＝シューレ（営業学）、マチルデ＝プランク＝シューレ（家政学および農学）、オスカー＝ヴァルカー＝シューレ（営業学）、ロベルト＝フランク＝シューレ（商業学））、および特別学校 3校（幼稚園を併設した言語障害者のためのフレーベルシューレ、幼稚園を併設した精神・身体障害者のためのシューレ・アム・ファヴォリーテパルク、長期入院患者のためのシューレ・フュア・クランケ）の運営者である。
さらに私立学校のアーベント実科学校ルートヴィヒスブルク e.V.、自由ヴァルドルフ学園ルートヴィヒスブルク、イングリンギア外国語学校、職業専門学校、カールスヘーエ財団の身体障害者のための商業特別職業学校がルートヴィヒスブルクの教育機会を補完している。
また、ルートヴィヒスブルクには、バーデン＝ヴュルテンベルク州の学校スポーツ研究所や州立教授学および教員育成セミナー（実科学校）もある。
ルートヴィヒスブルク市民大学は、幅広い専門的テーマの教育機会を提供している。市民大学は、ラートハウス広場（市庁舎広場）の文化センター内に教室がある。この文化センター内には市立図書館も入っている。

### ライフライン

#### 電力
本市の電力網は、シュタットヴェルケ・ルートヴィヒスブルク＝コルンヴェストハイム GmbH（中核市部、エグロスハイム、プフルークフェルデン、ポッペンヴァイラー）および Syna GmbH（ホーエネック、ネッカーヴァイインゲン、オスヴァイル）が担っている。

#### ガス
ルートヴィヒスブルクのガス工場は1858年に、街灯のガス灯を点すガスを生産するために稼働を開始した。照明燃料のガスはすぐに良質な暖房用エネルギーとなり、需要は常に上昇していった。1963年までこの街でガスが製造されていた。早くも1949年には市の一部に長距離導管を介してのガス供給が行われるようになった。ガス製造施設は1963年に閉鎖され、ガスはシュトゥットガルト市の技術工場から長距離導管で供給されるようになった。天然ガス網は、シュタットヴェルケ・ルートヴィヒスブルク＝コルンヴェストハイムによって管理運営されている。

#### 上水道
ルートヴィヒスブルクの施設局は、1866年に自前の水源から飲料水の供給を開始した。しかし急速に拡大する市に対して自前の水源では継続的な供給が不能になった。市施設局は、1912年に設立された州水供給会社の設立メンバーとなり、1916年に長距離導水管に接続した。1958年からボーデン湖水供給会社からの飲料水も供給されている。
内市街およびエグロスハイム区、ホーエネック区、ネッカーヴァイインゲン区、オスヴァイル区、ポッペンヴァイラー区は、州水供給会社からの飲料水が供給されている。ヴェストシュタット地区、プフルークフェルデン区、グリューンビュール区、タンマーフェルトはボーデン湖水供給会社から供給される飲料水である。

#### 下水道
立地の地形的な理由から、シュタットエントヴェッセルング・ルートヴィヒスブルクはホーネック（中核市区、オスヴァイル、ネッカーヴァイインゲン、ホーエネックが対象）、エグロスハイム（エグロスハイムが対象）、ポッペンヴァイラー（ポッペンヴァイラーが対象）の3つの汚水処理場を有している。プフルークフェルデンの排水は、ロイデルスバッハ汚水処理目的連合が運営するマルクグレーニンゲンの汚水処理場で処理される。グリューンビュールの排水処理はコルンヴェストハイムの汚水処理場でなされる。

#### 塵芥処理
塵芥処理は、ルートヴィヒスブルク郡の 100 % 子会社のルートヴィヒスブルク郡塵芥処理会社 (AVL) が行っている。AVLは、ルートヴィヒスブルク郡の委託を受けてゴミの削減、再利用、廃棄といった処理を行っている。

## 文化と見所

### 旧宮廷都市の見所
旧宮廷都市の建築上・文化的遺産がルートヴィヒスブルクには現存している。

#### 宮殿

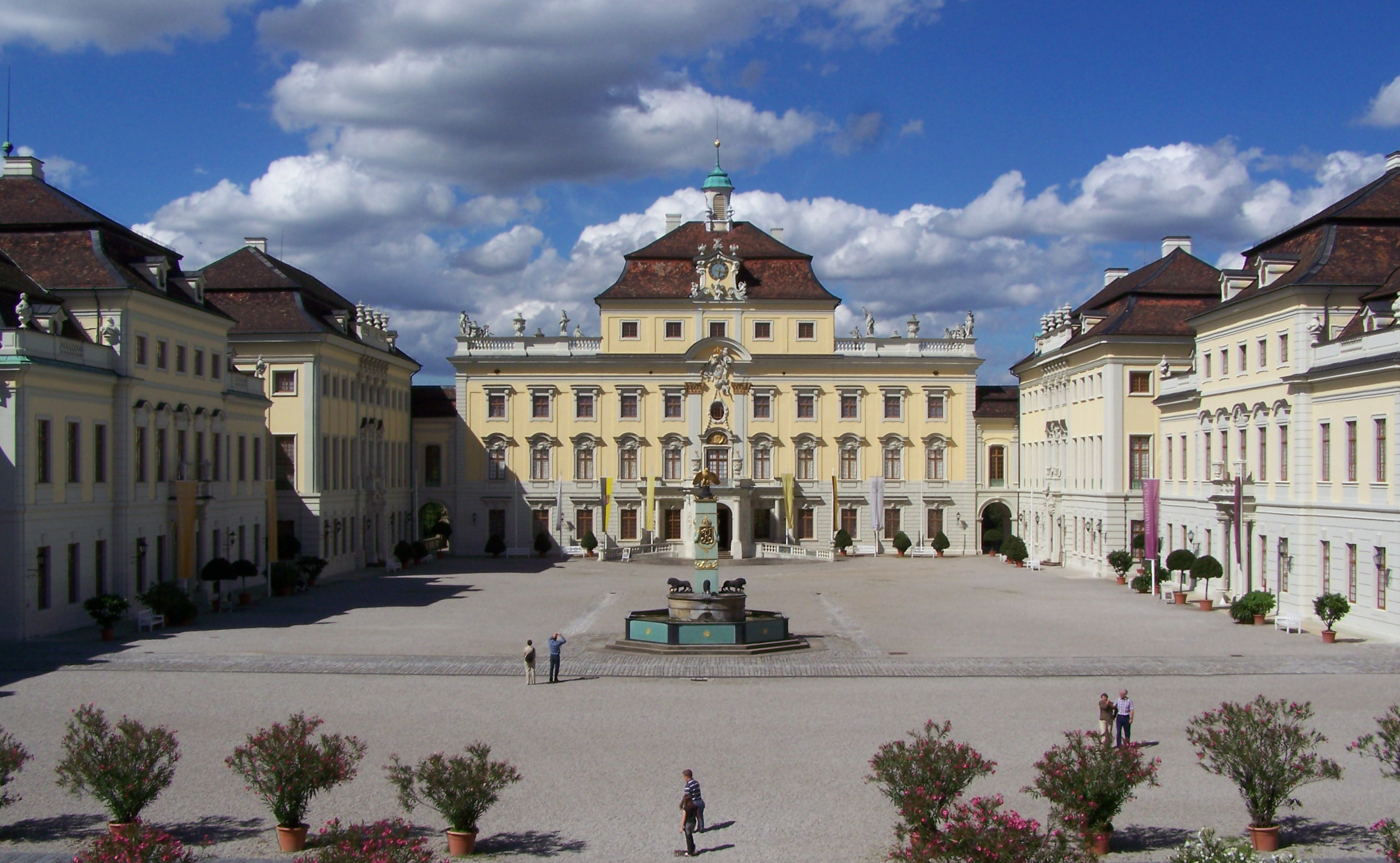
ルートヴィヒスブルク宮殿の中庭

この街の最も重要な見所であり、象徴的建造物となっているのが、ドイツに無傷で遺る最大のバロック城館、レジデンツシュロス（宮殿）である。この建物は、26年間にわたってヴュルテンベルク公エーバーハルト・ルートヴィヒおよびカール・オイゲンの居館であった。フリードリヒ1世王時代には、19年間夏の離宮となっていた。公開ガイドツアーでは、王と王妃の部屋を見学することができる。また、宮殿内にはいくつかの博物館・美術館が入居している: ノイエス・コルプス・デ・ロギスの3階には、2004年に開館した城内陶磁器博物館が入居している。この博物館はヴュルテンベルク州立博物館シュトゥットガルトの膨大な、磁器、ファヤンス焼、陶器コレクションが展示されている。同じくノイエス・コルプス・デ・ロギスの3階には、ガイドツアーなしでも見学できるカール・オイゲン公の部屋もある。アルテス・コルプ・デ・ロギスにはバロックギャラリーが入居している。ここには、17世紀から18世紀の選び抜かれたドイツおよびイタリア絵画120点以上が展示されている。ヴュルテンベルクの宮廷劇場の歴史については、劇場博物館でみることができる。歴史的な舞台装置の機械仕掛けの機能がわかりやすく説明されている。宮殿のフェスティンバウにはモード博物館が入っている。ここでは、18世紀から20世紀の服飾を手がかりに、3世紀間の流行の発展を例示している。

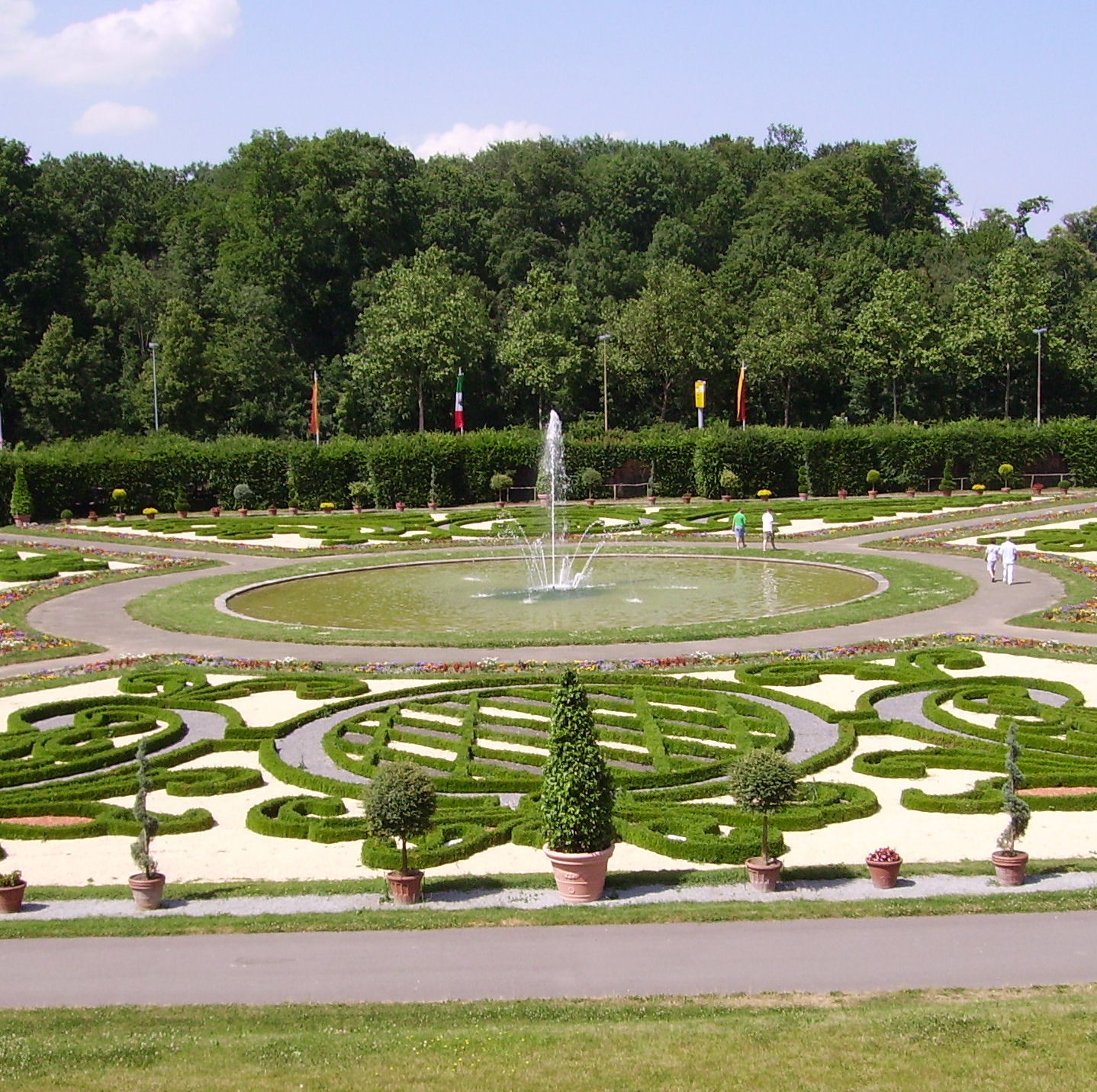
宮殿南庭園の噴水

#### ブリューエンデス・バロック
ブリューエンデス・バロック（直訳: 花咲くバロック）は、夏には訪れる人が多い宮殿周辺の公園である。ブリューエンデス・バロックの一部は、全国的に有名なメルヘン庭園を遺している。ここでは数年前から公園鉄道も運行している。

#### その他の城館
ガイドツアーでは、狩りのための別荘ファヴォリーテ城（1713年 - 1728年）を見学することができる。エーバーハルト・ルートヴィヒ公はファヴォリート城を祝典、狩り、さらには隠居所として利用した。しかし長く住むことはなかった。広さ 72 ha のフォヴォリーテパルクはブリューエンデス・バロックの北に隣接している。エーバーハルト・ルートヴィヒ公は1707年に、ダマジカ、ヨーロッパ・ムフロン、アクシスジカ、数多くの鳥類、コウモリ、リスが住む鳥獣園を開設した。ここは、上級森林監督官オットー・フォイヒトの主導により1937年に自然保護区に指定された。これはルートヴィヒスブルクの市域内で唯一の自然保護区である。この公園は森の中の牧草地から変化したオークとクマシデの森からなっている。キジ飼育場に改造するためにエーバーハルト・ルートヴィヒ公によって柵が巡らされた。その後ここに捕らえられていたダマジカやアクシスジカが草を食い尽くした。この地域は、樹齢200年から300年のオークからなり、下草が比較的少ない明るいオークの混交林である。この樹は、数多くの珍しい動物の生息空間となっている。付属庭園を有する湖畔の城モンレポス城（1764年 - 1768年建造）も城館アンサンブルを構成する城の1つである。

#### 博物館

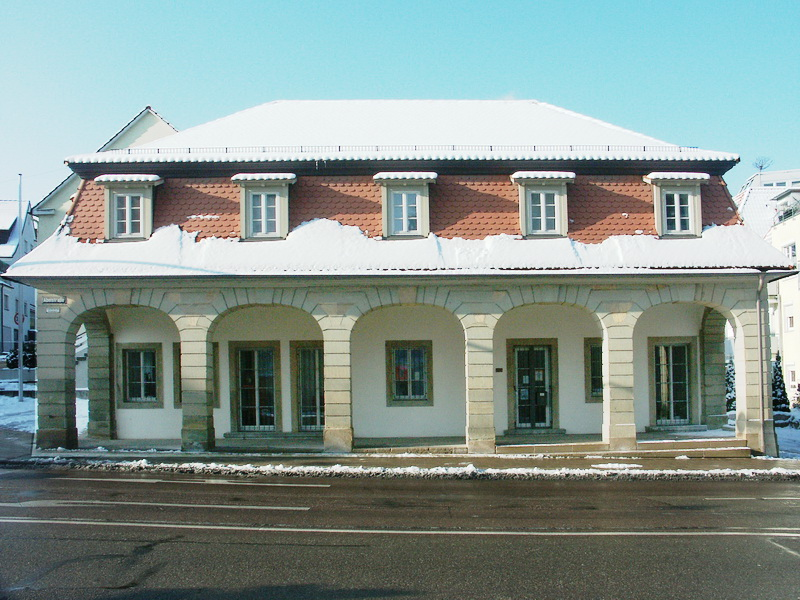
アスペルガー門番所

ルートヴィヒスブルクの門番所（トーアハウス）は都市防衛施設の一部であった。6つが保存されており、保護文化財に指定されている。アスペルガー門番所には、ルートヴィヒスブルク兵舎博物館が入居している。兵舎博物館は、カール・アレクサンダー公時代に編成された旧「シュヴェービッシャー・ポツダム（シュヴァーベンのポツダム）」の歴史を展示している。この博物館ではこの他に、様々な軍事的なテーマに関する特別展示が行われている。
旧ラントフォークタイ（代官所）を増改築したバロック建築にはルートヴィヒスブルク博物館とルートヴィヒスブルク郡芸術協会の展示室がある。ルートヴィヒスブルク博物館は街の建設、宮廷の文化的影響、多くの芸術家、音楽家、著述家をテーマとして扱っている。20世紀までのルートヴィヒスブルクの歴史と文化史、特に手工業と商業および人物について展示している。さらに、約25,000点に及ぶ比類のないヴュルテンベルクのグラフィック・コレクションを所蔵している。

#### 内市街

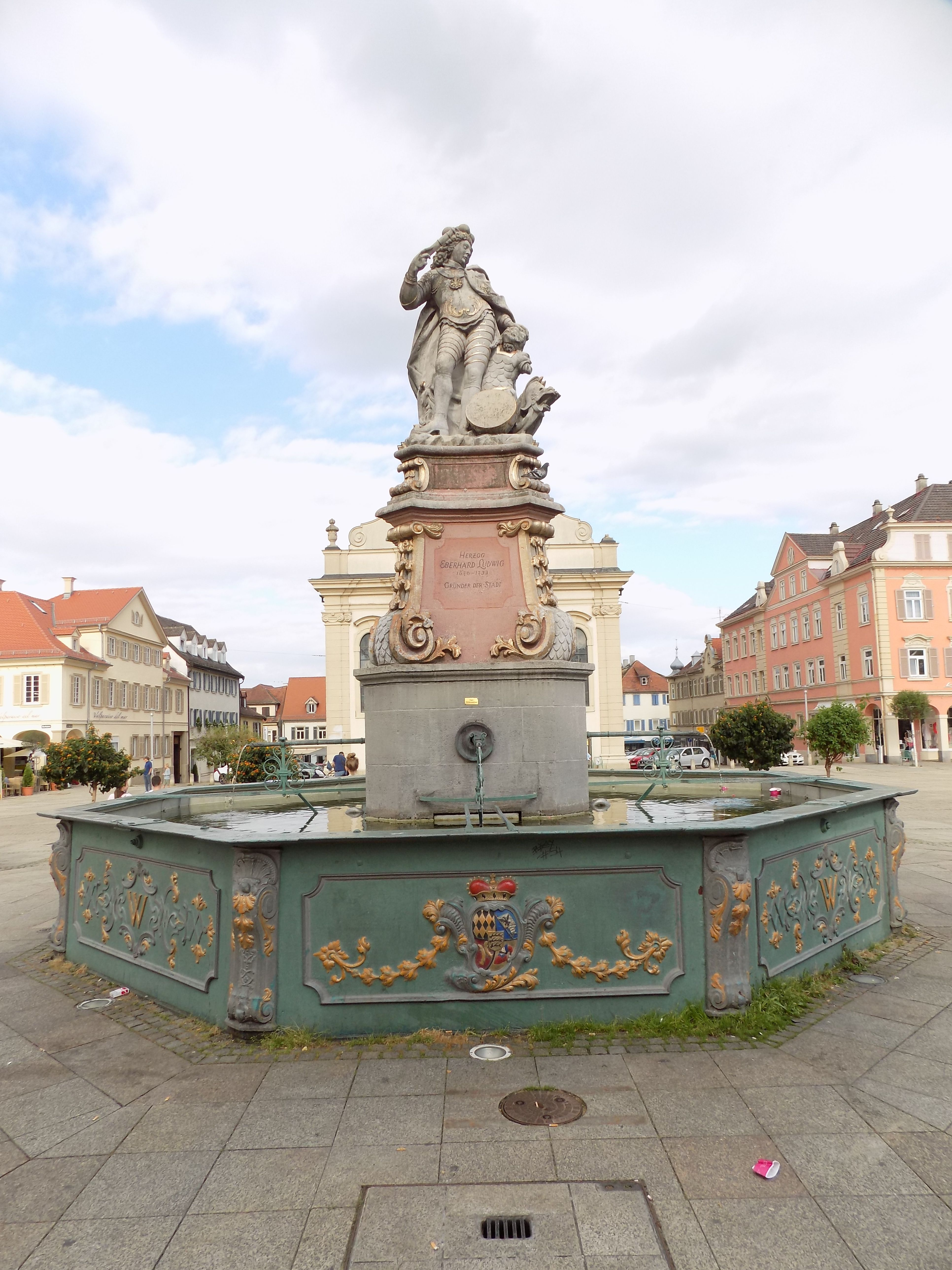
マルクト広場の市場の泉

バロック様式の計画都市の真ん中に、市場の泉、カトリックの聖三位一体教会（1721年 - 1727年建造）、福音主義市教会（1718年 - 1726年建造）を持つマルクト広場がある。マルクト広場の北にはオベリスクを持つホルツマルクトがある。
この他に、内市街の歴史建築として以下のものがある:
- 庭園を持つラントグート・マリエンヴァール[57]およびかつての馬小屋跡（ロスト・プラーツェ）
- グレーヴェニッツ宮殿

＊ メンペルガルト通り18番地のヨーゼフ・ジュース・オッペンハイマー邸

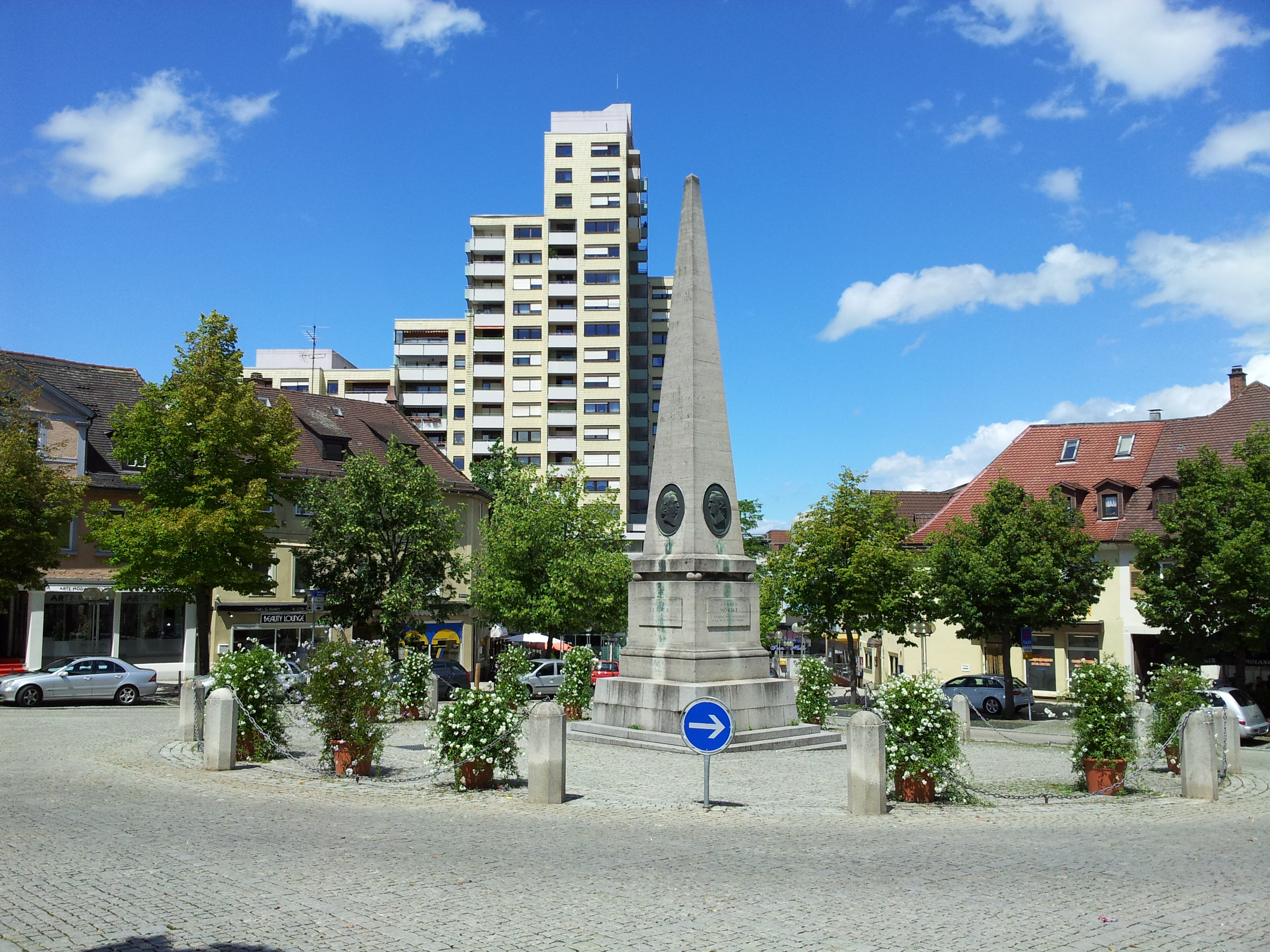
ホルツマルクト。背後の高層ビルはマールシュタル＝センター東棟
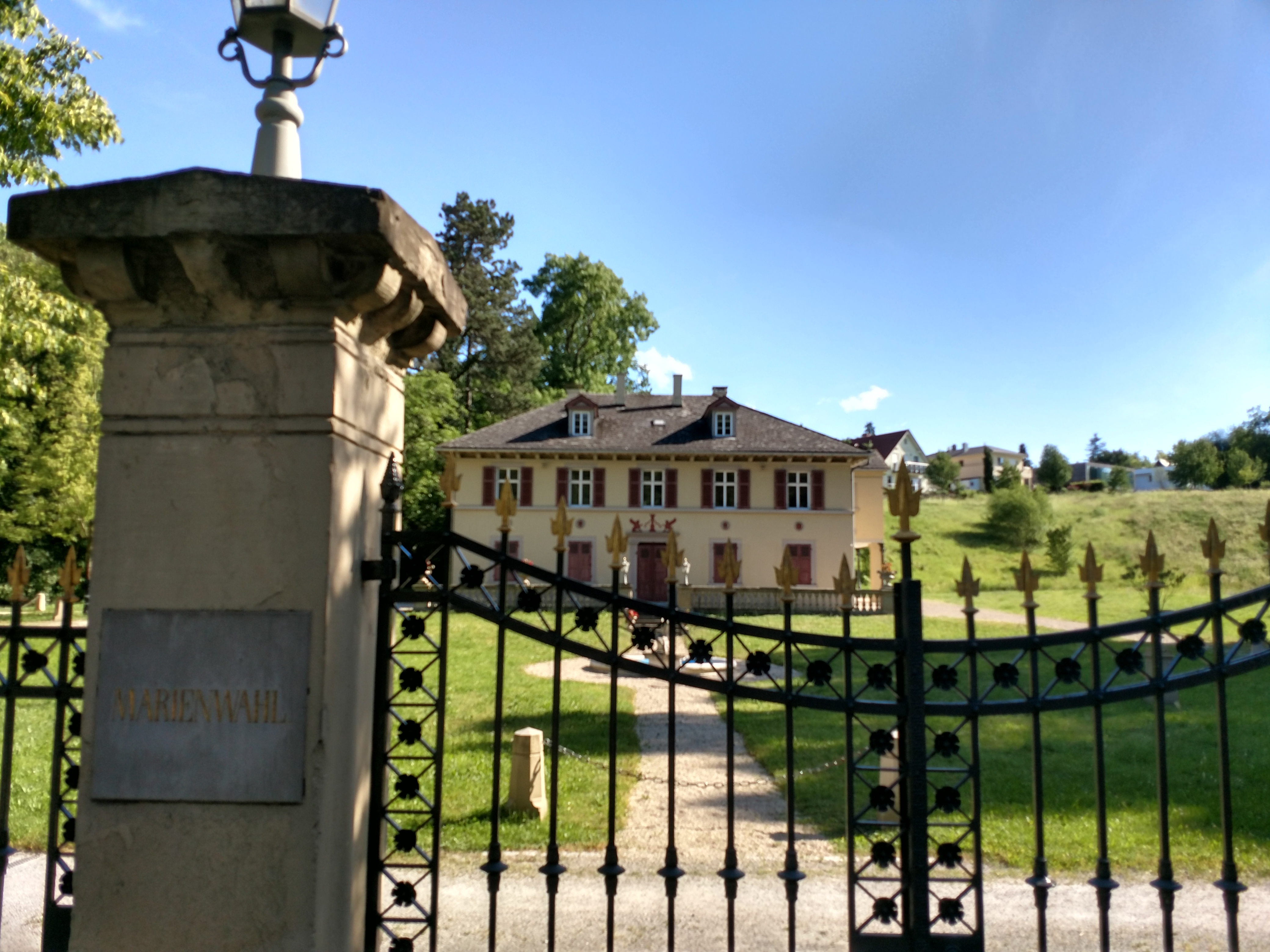
ランツグート・マリエンヴァール
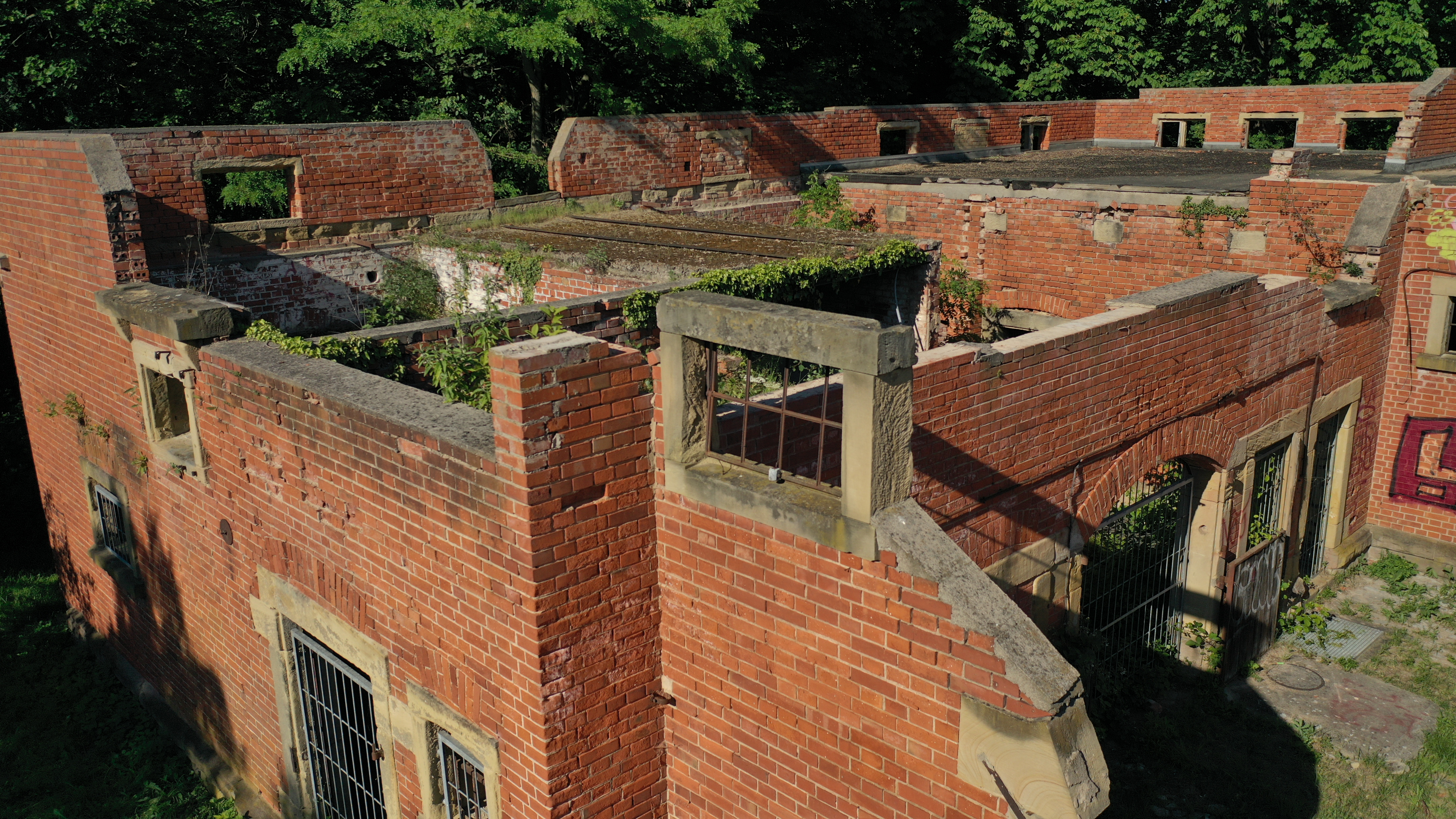
旧馬小屋跡

### 新しい時代の見所

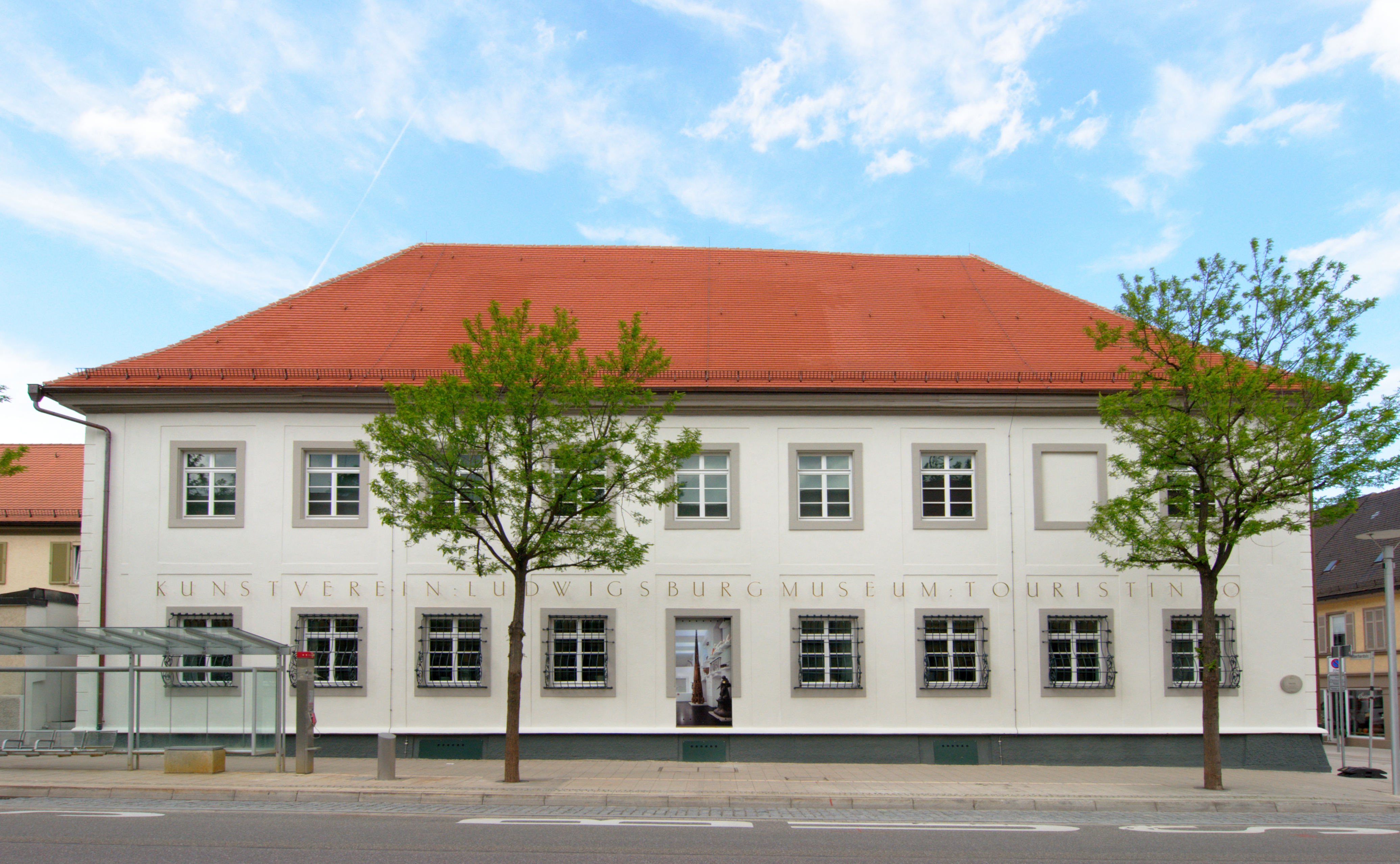
情報技術博物館

#### 博物館
刑罰博物館は、今と昔の囚人の生活と死について紹介している。重点テーマは、旧ルートヴィヒスブルク牢獄とシュトゥットガルト刑務所である。展示品には2台のドイツのギロチンが含まれる。ポッペンヴァイラー村の博物館は、19世紀の農機具や日用品を展示している。芸術協会は、情報技術博物館 (MIK) で入れ替え展示を行っている。

#### ナチ記念碑
2008年からルートヴィヒスブルクでも、国家社会主義の犠牲者を追悼するストルパーシュタイン（躓きの石）が芸術家グンター・デムニヒによって埋設されている。2018年7月までに77の石が市域内に設けられた。

#### 公園と墓地

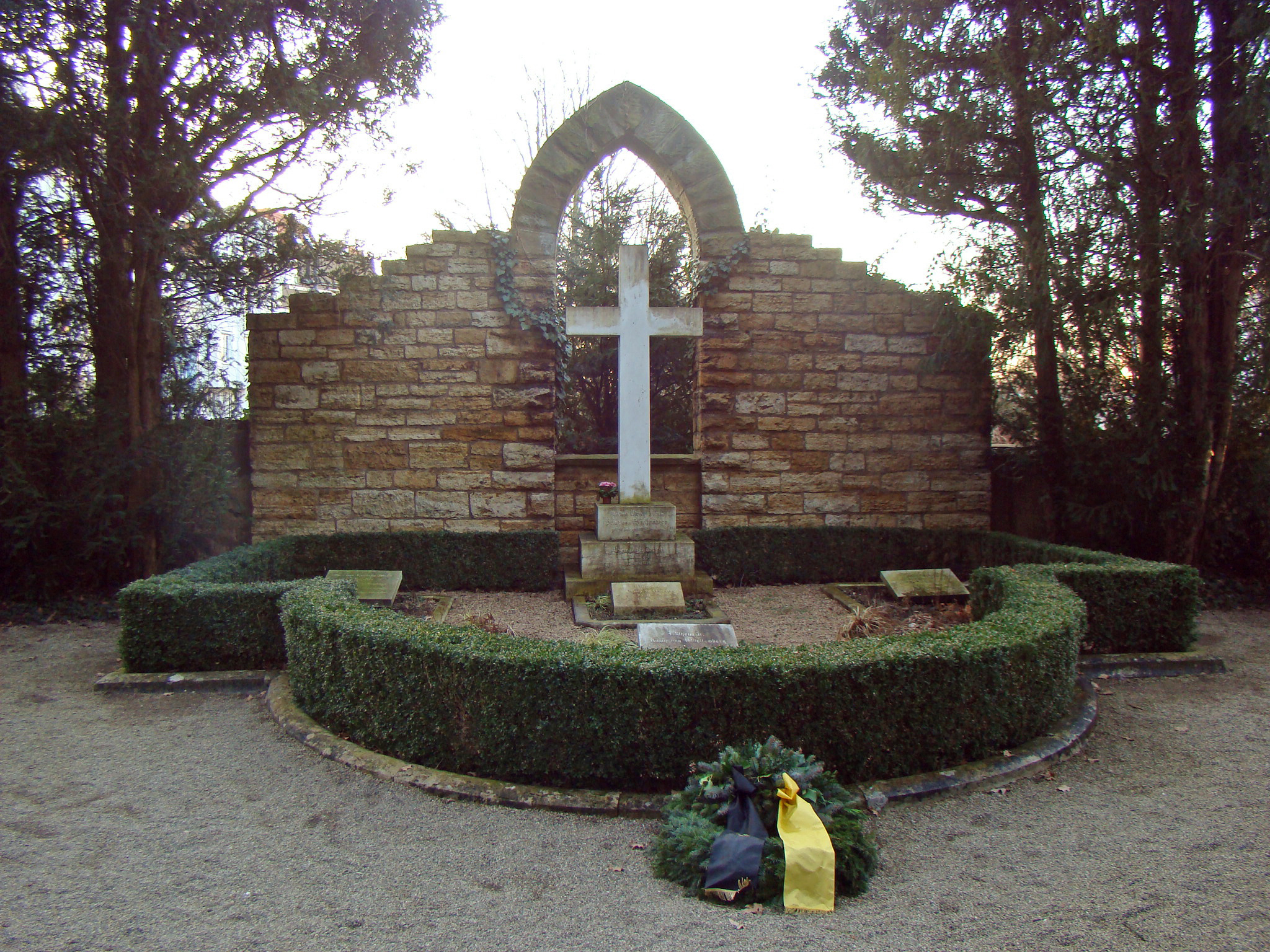
旧墓地のヴィルヘルム2世の墓

旧墓地は、城館公園の近くにあり、19世紀から20世紀初めに用いられていた埋葬地である。ここにはヴィルヘルム2世とその家族およびその他の有力者たちが埋葬されている。数多くの歴史的な墓石、戦争記念碑に転用された墓地礼拝堂、ヨハン・カール・フォン・ツェッペリンの墓所が老木の間に遺されている。旧市立墓地のすぐ隣に旧ユダヤ人墓地がある。1897年から1898年にハルテネック通りの新ユダヤ人墓地が設けられた。この墓地は、新市立墓地のすぐ近くにあり、1904年に初めて記録されている。これはこれらの墓地の真ん中に位置している。この他に、ブリューエンデス・バロックの南入口の向かいにベーレンヴィーゼがある。これは、宮殿から南はザロンヴァルトに、北はファヴォリーテ城に通じるケーニヒスアレー（直訳: 王の並木道）の左右に広がっている。夏にはしばしばグリル、遊び、スポーツに用いられている。この他に、2006年末に刷新された大きな遊戯広場がある。

#### 市区部

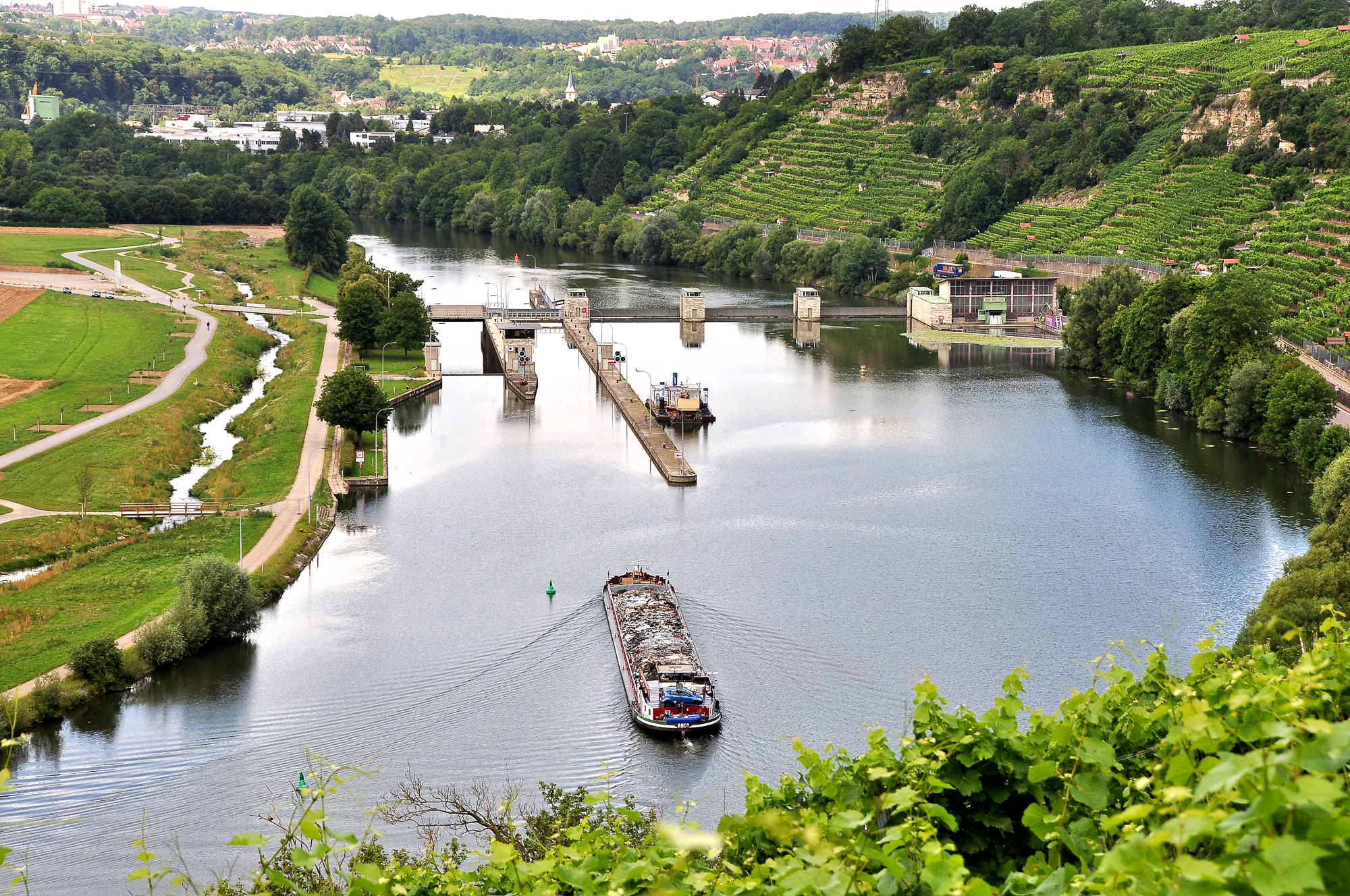
ポッペンヴァイラー堰

北部の市区には、住宅を併設したショッピングセンター「マールシュタル＝センター」がある。ホーエネック市区の薬湯温泉は、1907年に開館した。
1902年/1903年に、カールスヘーエに「福音主義兄弟・少年団」によって、鋼鉄製の展望塔「ザローン塔」が建設された。この塔は高さ 43.5 m で、当時はヴュルテンベルクで最も高い展望塔の1つであった。1955年に連邦道 B27号線の建設が中止された。これは付帯施設がすべて実現できなかったか、または費用が嵩みすぎるためであった。
この他の注目すべき建造物としては、ホーエネック変電所の鋼鉄製の通信塔やヴュステンロート高層ビルがある。
アレーナ・ルートヴィヒスブルク（2012年からは MHPアレーナ）は、2009年10月1日にスコーピオンズとルートヴィヒスブルク音楽祭管弦楽団によるロック＝シンフォニー・コンサートでこけら落としされた。
ポッペンヴァイラー市区にはネッカー川のポッペンヴァイラー堰がある。

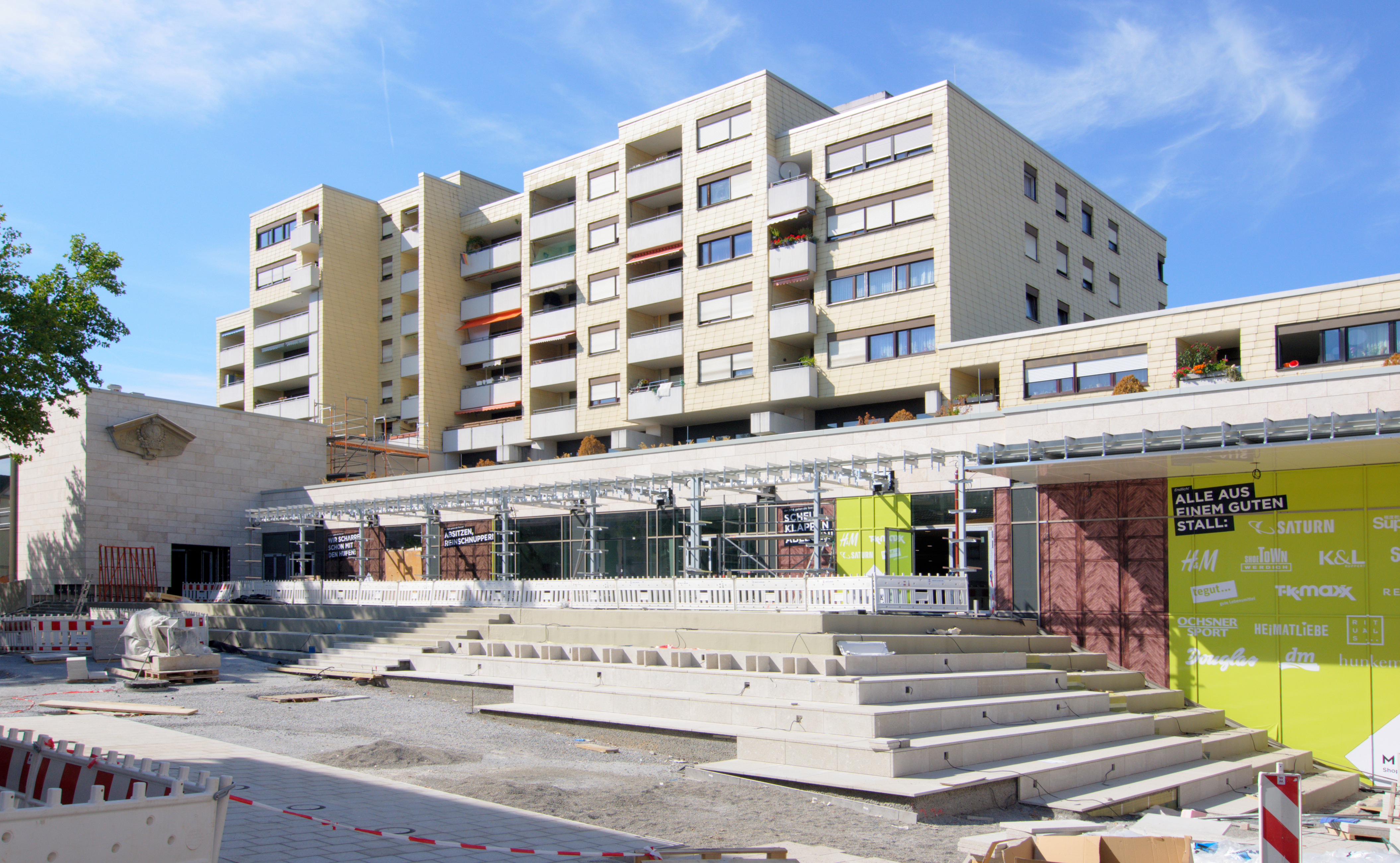
マールシュタル＝センター西棟
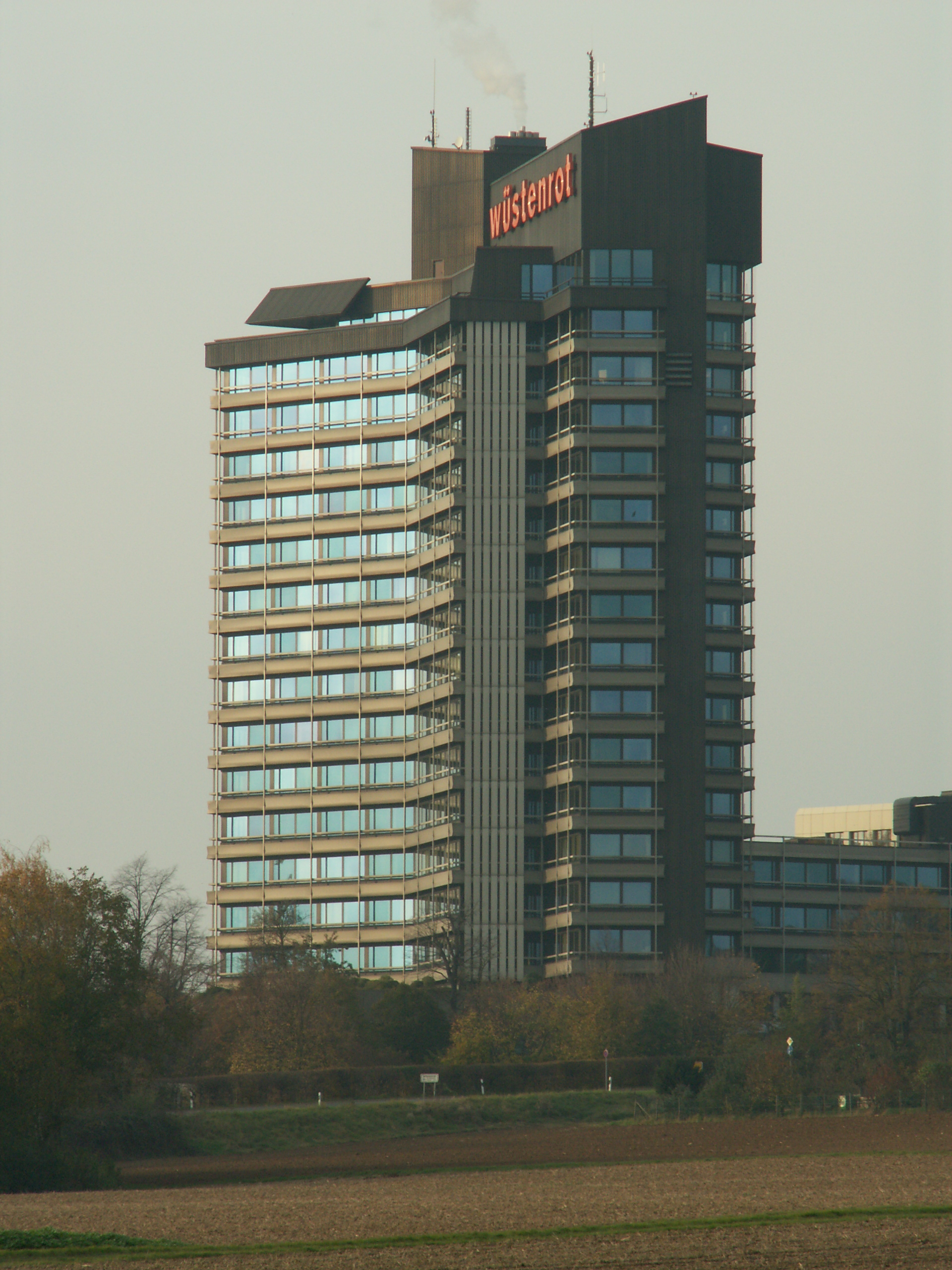
ヴュステンロート高層ビル
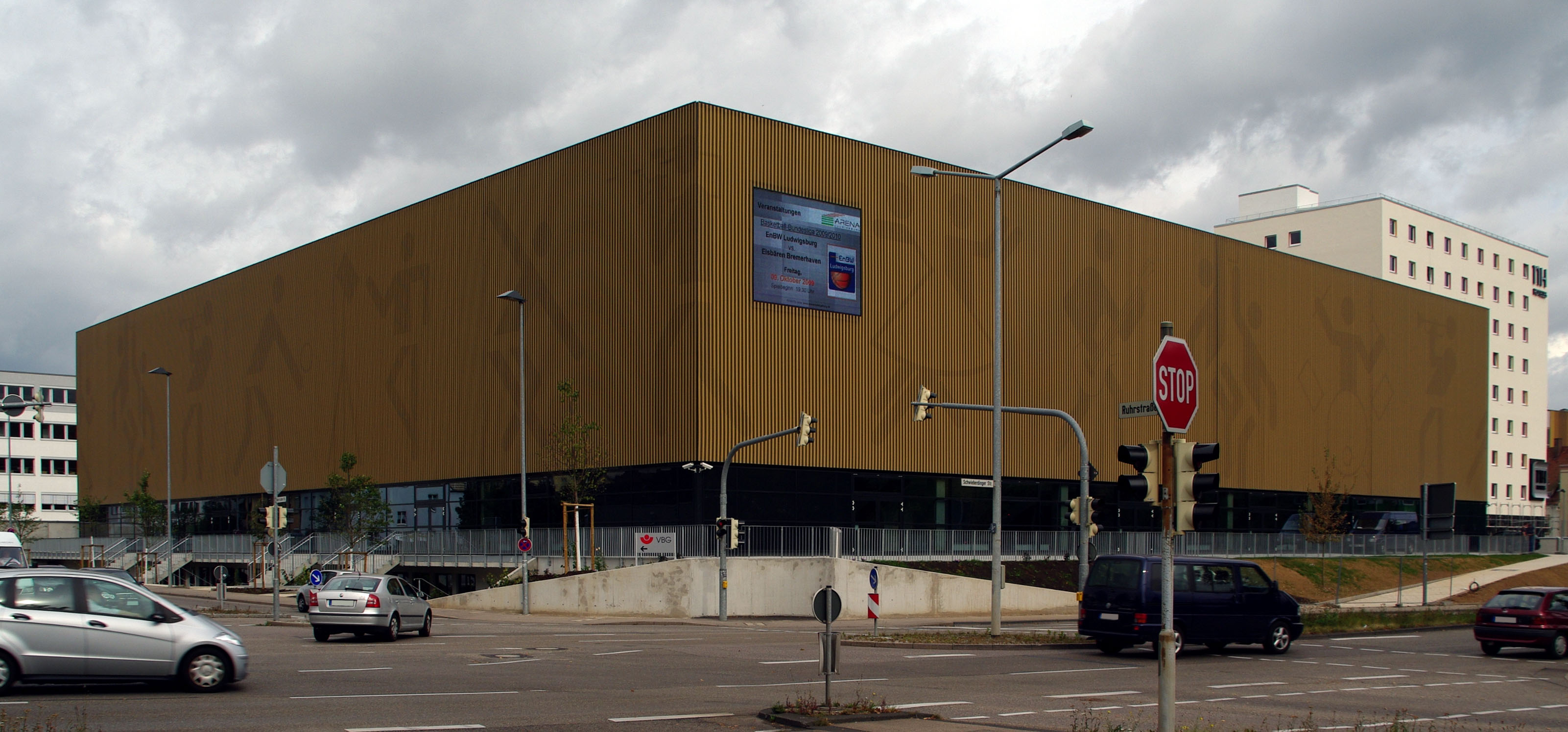
アレーナ・ルートヴィヒスブルク

### 演劇と映画

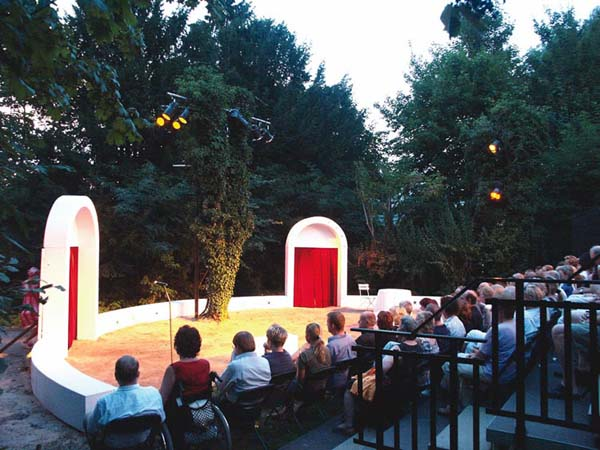
クルス＝ガルテンでのテアターゾンマーの様子（2005年）

演劇公演は、主に城館公園のフォーラムで開催される。最も有名な文化イベントの1つが1932年にヴィルヘルムクレーマーによって創始されたルートヴィヒスブルク音楽祭である。このイベントでは、ルートヴィヒスブルクやバーデン＝ヴュルテンベルク州内の様々な場所で、音楽、ダンス、演劇、文学のイベントが数多く開催される。
ヴォルフガング・ゲンネンヴァインは芸術監督に就任した最初のシーズンに、ホール専属の演劇祭アンサンブル「ルートヴィヒスブルク音楽祭管弦楽団」を設立した。2005年にヴルフ・コノルトとミヒャエル・ホーフシュテッターがゲンネンヴァインに替わって芸術監督となった。2009年からトーマス・ヴェルデホフが支配人としてルートヴィヒスブルク音楽祭を指導している。
この街の夏のプログラムのハイライトの1つが、かつてのブルワリー・クルスの庭にある野外劇場で行われるクルス＝ガルテンのテアターゾンマー（夏の演劇祭）である。1991年からペーター・クラッツおよびクリスティアーネ・ヴォルフの芸術指導の下、古典的名作の現代的演出や子供劇が上演されている。このアンサンブルは、クルス＝ガルテンの近代的な躯体を強調した野外演劇を背景に、プロの俳優たちで構成されている。テアターゾンマーの公演には、毎年8千人から1万人の観客が訪れる。
ルートヴィヒスブルクは、1991年に設立されたバーデン＝ヴュルテンベルク映画アカデミーの所在地としても知られている。

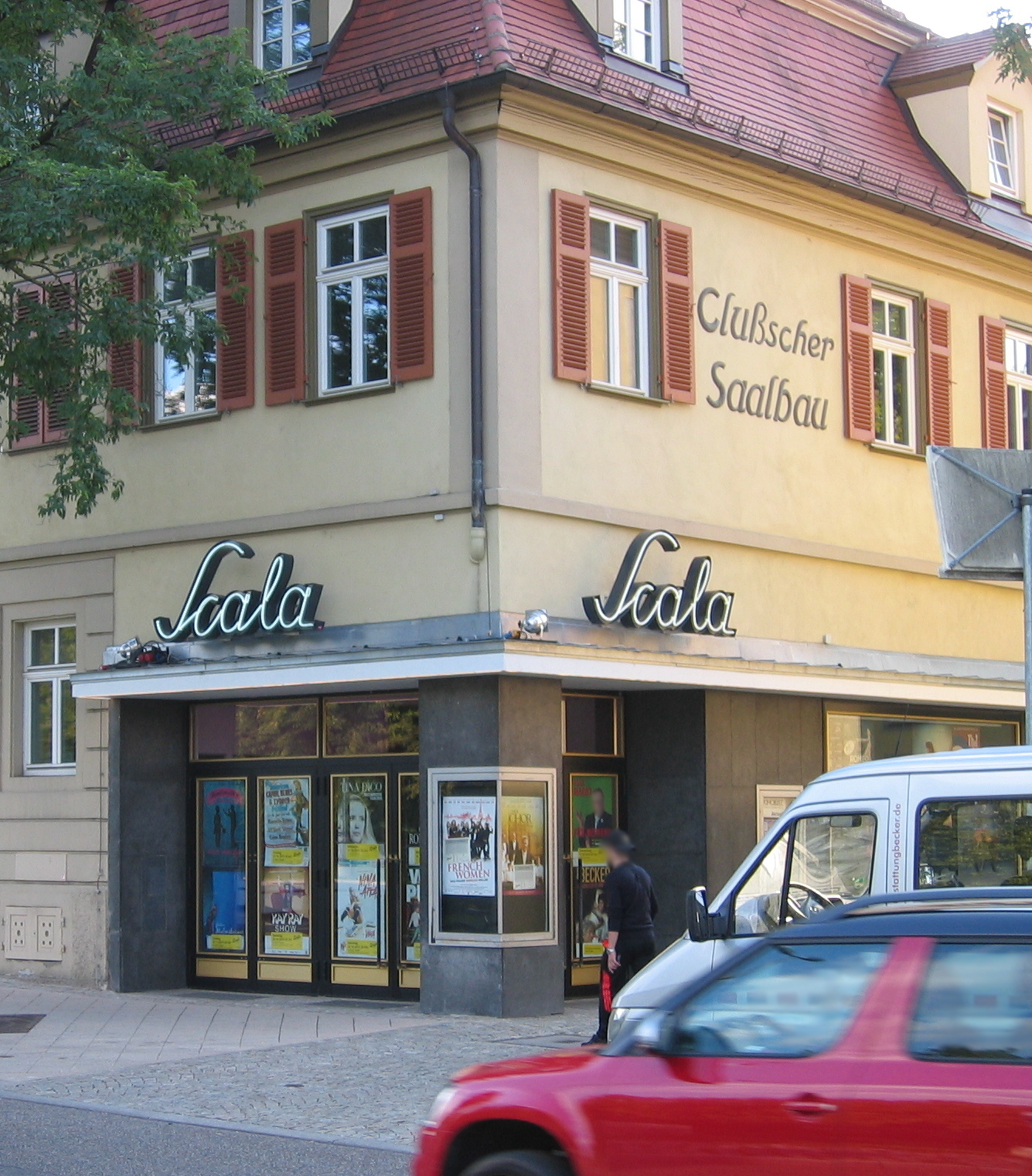
映画館「スカラ」

ルートヴィヒスブルクには、「普通の」映画館であるツェントラルとウニオーン映画館および3館のプログラム映画館スカラ、ルナ、カリガリの合わせて5館の映画館が存在する。プログラム映画館ではしばしば、風変わりな、あるいは小規模なプロダクションが上映される。そのプログラムや雰囲気は、この地域全体の映画環境を豊かなものにしている。スカラでは、演劇公演、音楽コンサート、作家による朗読会も開催される。カリガリは、毎年、シュトゥットガルト国際トリック映画祭の上映会場の1つとなっている。

### スポーツ

#### スポーツ施設
この街には、1938年からサッカー・陸上競技場「ルートヴィヒ＝ヤーン＝シュターディオン」がある。

#### スポーツクラブ
ルートヴィヒスブルクには、それぞれの種目のブンデスリーガで成功を収めたチームが7つある。1. タンツクラブ・ルートヴィヒスブルク（ダンス競技）のスタンダードフォーメーション A と B およびラテンフォーメーション A、TSC レジデンツ・ルートヴィヒスブルクのラテンフォーメーション、MHPリーゼン・ルートヴィヒスブルク（バスケットボール）、ホッケー＝クラブ・ルートヴィヒスブルク 1912 e.V.、シュッツェンギルデ・ルートヴィヒスブルク（射撃競技）である。
1. TC ルートヴィヒスブルクのスタンダード A フォーメーションは、1985年から1990年、1995年、1996年、2007年、2009年、2015年と世界チャンピオンのタイトルを11回獲得した世界記録を有している。これによりこの街はダンス競技の中心地として全国的に知れ渡っている。
1. TC ルートヴィヒスブルクのラテン A チームは、長年にわたって（短い中断はあったが）ラテンフォーメーションのブンデスリーガ1部に参加している。タンツシュポルトクラブ・レジデンツ・ルートヴィヒスブルクのラテン A チームは、2006年シーズンにブンデスリーガ1部に昇格した。
MHP リーゼン・ルートヴィヒスブルク（かつての、ネッカー・リーゼン・ルートヴィヒスブルクおよび EmBW ルートヴィヒスブルク）は、1986年から2つのドイツ最高リーグでプレイし、2002年からずっとブンデスリーガ1部 (BBL) に参加している。ルトロニーク・スターズ・ケルテルン II は、女子バスケットボール・ブンデスリーガ2部でプレイしている。
MTV 1846 e.V. ルートヴィヒスブルクの空手選手は、国内外の組手競技に出場し、成功を収めた。このクラブはドイツの空手競技で最も成功したクラブの1つである。
シュッツェンギルデ・ルートヴィヒスブルク 1845 e.V. のエアピストル射撃は、射撃競技のブンデスリーガ開設以来、上位半数に位置する成功を収めている。
SV ルートヴィヒスブルク 08 e.V. の水球部門は、ブンデスリーガ2部南地区に属している。
SpVgg 07 ルートヴィヒスブルクのサッカー部門は、1970年代と1990年代に活躍し、2番目あるいは3番目のサッカー＝レギオナルリーガでプレイしたが、現在 SpVgg は、ベツィルクスリーガ・エンツ＝ムルに属している。
TSV ルートヴィヒスブルクの女子サッカー部門は、1991年から1993年まで女子サッカー・ブンデスリーガに所属していた。TSVの女子ホッケー部門は、1989年にフィールドホッケー＝ブンデスリーガの一員となった。
ホッケー＝クラブ・ルートヴィヒスブルク 1912 e.V.の男子チームは、2007年から、フィールドホッケーはブンデスリーガ2部、室内ホッケーはブンデスリーガ1部に参戦している。
SV ルートヴィヒスブルク＝オスヴァイルの男子第1チームは、ヴュルテンベルガーリーガ北部地区から降格された。次のシーズンにランデスリーガで戦うかどうかは、まだ決まっていたに。女子第1チームはランデスリーガで戦っている。
5千人以上が参加するスポーツイベント「ルートヴィヒスブルガー・シティーラウフ」は、1999年から毎年開催されている。

### 年中行事

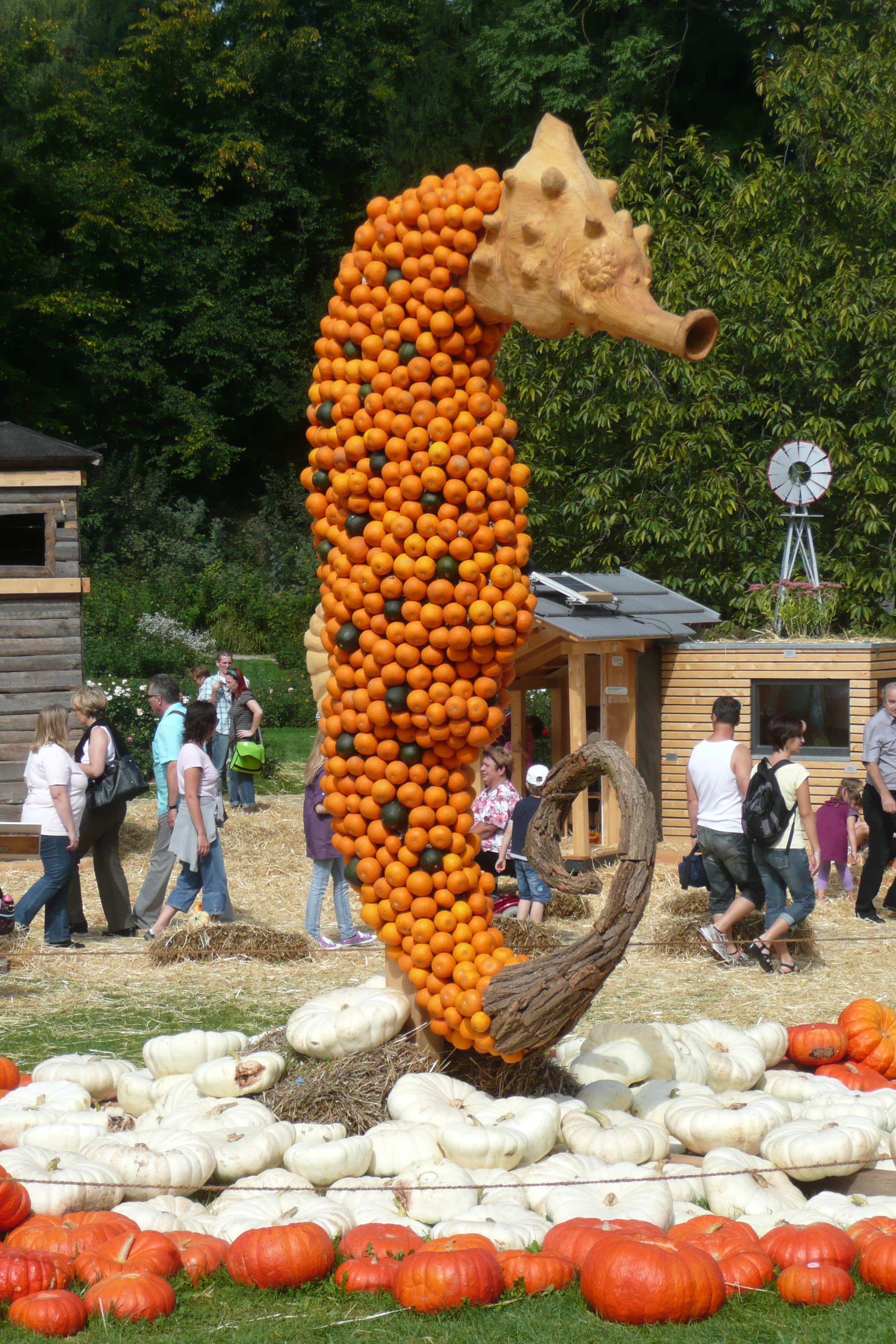
カボチャ展示会の展示「タツノオトシゴ」

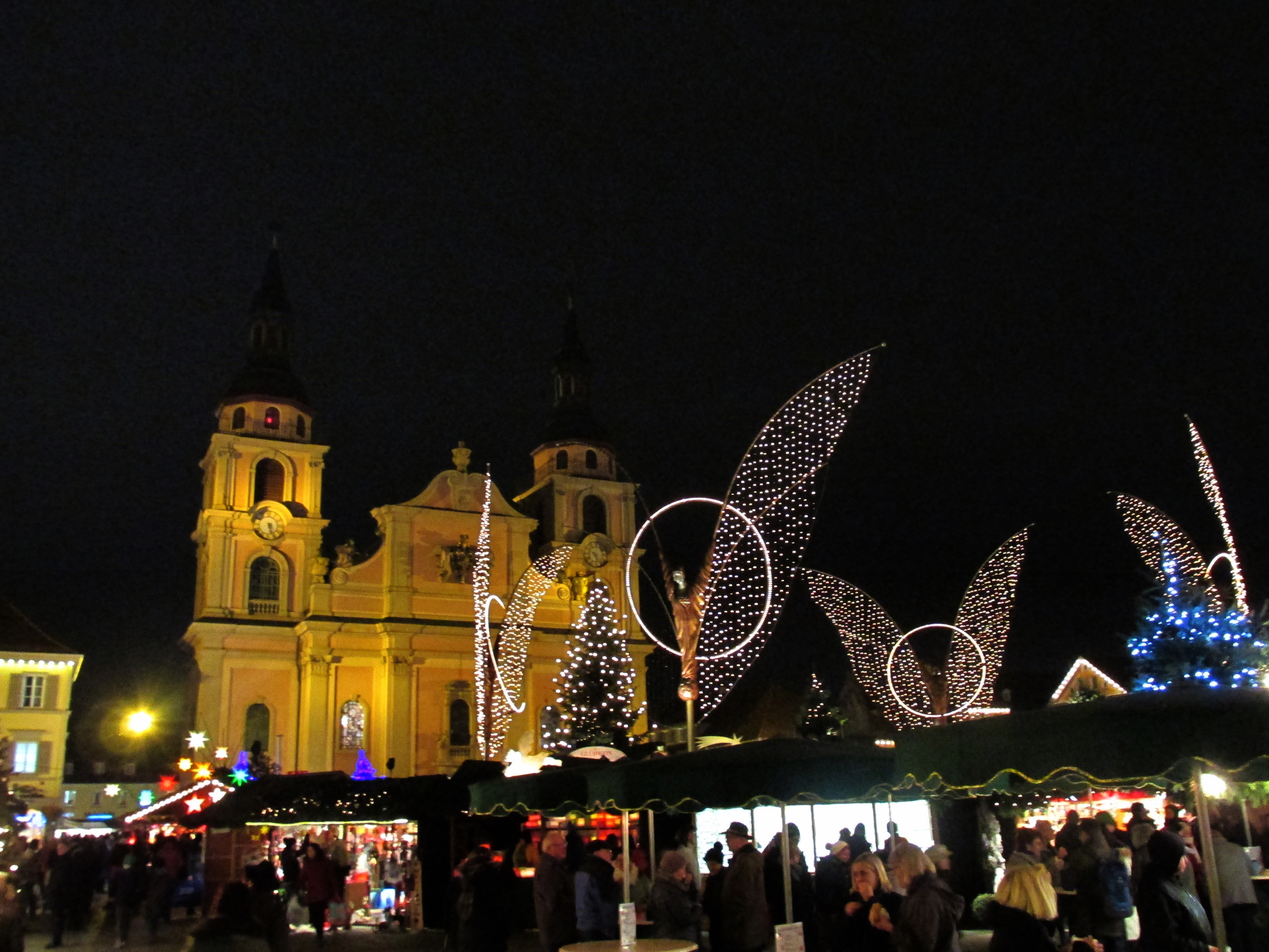
バロッククリスマスマーケット

- 1月第1週末: ルントシュポルトハレでのスタンダードフォーメーション・ブンデスリーガ1部開幕（主催者: 1. タンツクラブ・ルートヴィヒスブルク）
- 5月: ルートヴィヒスブルガー・プフェルデマルクト（直訳: 馬市）1731年から
- 5月: ナイト・オブ・ハッピー・ミュージック/ナイト・オブ・ゴスペル・ミュージック・デア・アーベントシュテルネ - 青年合唱団
- 5月: ルートヴィヒスブルクのビール醸造の日
- 5月: ルートヴィヒスブルクの車椅子ダンス（ドイツ語版、英語版）大会
- 5月から7月: ルートヴィヒスブルク音楽祭
- 聖霊降臨祭の週末、金曜日から日曜日: ブリューエンデス・バロックでの、バーデン＝ヴュルテンベルク国際ストリートミュージックフェスティバル
- 6月: ネッカーヴァイインゲン市区でのキースランツェンフェスト
- 6月: マルクトプラッツフェスト
- 6月: オールドタイマー集会「レトロ・クラシックス・ミーツ・バロック」
- 7月: ブリューエンデス・バロックでのムジークフォイアーヴェルク/オスヴァイラー音楽祭
- 7月: ルートヴィヒスブルガー・シティーラウフ[58]
- 7月: ネイチャー・ヴィジョン・フィルムフェスティバル[51]
- 7月: ガラコン（ヨーロッパ最大のブロニー・コンヴェンション）[訳注 4]
- 7月/8月: グローセス・ゾンマーナハツ野外映画祭[59]
- 8月: ルートヴィヒスブルクのヴァインラウベ（直訳: ワインの小径）[60]
- 8月: ブリューエンデス・バロックでのリヒターツァウバー（直訳: 光の魔法）[61]
- 8月/11月: ブリューエンデス・バロックでの世界最大のカボチャ展示会[62]
- 9月: ベネツィア・メッセ（偶数年のみ）[63]
- 10月: アンティークマイル（骨董市）
- 12月: マルクト広場でのバロッククリスマスマーケット

## 人物
フリードリヒ・シラーは1766年から1773年までルートヴィヒスブルクに住んだ。彼はこの地のラテン語学校で学び、1772年に兵舎教会で堅信を受けた。女性画家のルドヴィーカ・シマノヴィツはルートヴィヒスブルクに住み、この街で亡くなった。詩人で音楽家のクリスティアン・フリードリヒ・ダニエル・シューバルトは、1769年から1774年にヴュルテンベルクの宮廷オルガニスト兼音楽監督としてルートヴィヒスブルクに勤務した。その後作曲家のカール・マリア・フォン・ウェーバーやフリードリヒ・ジルヒャーがルートヴィヒスブルクに住み、音楽活動を行った。
化学者のカール・プフィッツァーはルートヴィヒスブルクで生まれ、三月革命の沈静化後アメリカ合衆国に移住して、従兄弟のチャールズ・エアハルトとともに製薬会社ファイザーを設立した。ドイツ連邦共和国の元連邦大統領ホルスト・ケーラーはルートヴィヒスブルクで育った。
ルートヴィヒスブルクのユダヤ系住民は痛ましい運命に苦しんだ。影響力の大きな宮廷ユダヤ人であったヨーゼフ・ズュース・オッペンハイマーは、1735年に宮殿の近くに家を購入した。彼はその3年後に司法殺人の犠牲となった。ハンス・ショルとゾフィー・ショルの家族は、1930年から1932年にこの街に住んだ。いくつかの通りが、国家社会主義に抵抗し、ナチ独裁の犠牲となった人物を記念して名付けられた。逮捕され、殺害されたユダヤ人を追悼して、旧シナゴーグ跡の広場にインスタレーションが公開されている。

### 出身者

#### 19世紀以前
| - カール・ヨーゼフ・トエスキ（1731年 - 1788年）ヴァイオリニスト、音楽監督、作曲家 - カール・ルートヴィヒ・フォン・プフル（1757年 - 1826年）ヴュルテンベルク王国参謀本部長 - ユスティヌス・ケルナー（1786年 - 1862年）詩人、医師、医学書の執筆者 - エドゥアルト・メーリケ（1804年 - 1875年）詩人 - フリードリヒ・テオドール・フィッシャー（1807年 - 1887年）文学研究者、哲学者、作家、政治家 - ダーフィト・シュトラウス（1808年 - 1874年）神学者、哲学者 - エドゥアルト・フォン・カレー（1818年 - 1888年）軍人、考古学者 - ヴィルヘルム・ジークムント・トイフェル（1820年 - 1878年）哲学者 - ジークムント・レーベルト（1821年 - 1884年）音楽教育者 - カール・プフィッツァー（1824年 - 1906年）化学者 - オットー・フォン・ファーバー・ドゥ・ファウル（1828年 - 1901年）司令官、画家 | - パウル・ジナー（1838年 - 1925年）写真家 - ヴィルヘルム・エミール・ファイン（1842年 - 1898年）電動ドリルの発明者 - ユリウス・フォン・ゾーデン（1846年 - 1921年）官僚、政治家 - オスカー・フォン・ヴァッター（1861年 - 1939年）ドイツ国防軍陸軍中将 - ヴィルヘルム・グレーナー（1867年 - 1939年）軍人、政治家 - フェリックス・ホフマン（1868年 - 1946年）化学者、薬剤師 - アルノルト・ファン・ヘネップ（1873年 - 1957年）フランス人文化人類学者、民俗学者 - オットー・ゲスラー（1875年 - 1955年）政治家 - フーゴ・シュペルレ（1885年 - 1953年）軍人、ナチス・ドイツ時代の元帥 - ツェーザール・フォン・ホーフアッカー（1896年 - 1944年）軍人、7月20日事件の共謀者 |

#### 20世紀以後
| - クルト・マイヤー＝クラゾン（1910年 - 2012年）作家、翻訳家 - フリッツ・シュタンゲ（1936年 - 2013年）レスリング選手 - エーファ・ルイーゼ・ケーラー（1947年 - ）連邦大統領ホルスト・ケーラーの夫人 - ハルトムート・ミヒェル（1948年 - ）生化学者、1988年ノーベル化学賞受賞者 - マティアス・ヴィスマン（1949年 - ）自動車工業協会会長 - ベルンハルト・ラプカイ（1951年 - ）政治家 (SPD)、欧州議会議員 - アンドレアス・ショッケンホフ（1957年 - 2014年）政治家 (SPD) - マリオン・アイツポルス（1961年 - ）水泳選手 - アルミン・イェーガー（1962年 - ）サッカー選手 | - カレン・テーバー（1964年 - ）馬場馬術選手 - エルフィー・ジムヒェン（1967年 - ）フリースタイルスキー選手 - ユルゲン・クラムニー（1971年 - ）サッカー選手、指導者 - マーヴィン・ブラウン（1982年 - ）サッカー選手 - フィリップ・ポイゼル（1983年 - ）ソングライター - マルコ・グリュットナー（1985年 - ）サッカー選手 - ルーヴェン・ザッテルマイアー（1987年 - ）サッカー選手、指導者 - ニルス・ランガー（1990年 - ）テニス選手 - タベア・アルト（2000年 - ）体操選手 |

### 訳注
1. ↑  ドイツでは人口2万人から10万人の都市を中規模都市 (ドイツ語: Mittelstadt) と位置づける。
2. ↑  中級中心 (ドイツ語: Mittelzentrum) とは、地域計画上あるいは経済政策上の都市カテゴリである。中級中心都市には病院、文化施設、商店街またはショッピングセンターが存在する。
3. ↑  大規模郡都市 (ドイツ語: Große Kreisstadt) の定義は州によって異なっている。バーデン＝ヴュルテンベルク州では、人口2万人以上の郡に所属する都市を意味する。
4. ↑  ドイツ語: Brony は、アニメシリーズ「マイリトルポニー～トモダチは魔法～」のファンを指す。

## 関連図書
- Christian Belschner: Amtliche Aktenstücke zur Geschichte der Gründung Ludwigsburgs. In: Ludwigsburger Geschichtsblätter, Heft 2 (1901), S. 56–91.
- Wolf Deiseroth, Daniela Naumann, Adelheid Hanke, Alois Schneider: Denkmaltopographie Baden-Württemberg. Band I.8.1. Stadt Ludwigsburg. Konrad Theiss, Stuttgart 2004, ISBN 3-8062-1938-9.
- Andrea Hahn: Ludwigsburg, Stationen einer Stadt. Andreas Hackenberg, Ludwigsburg 2004, ISBN 3-937280-02-2.
- Gernot von Hahn, Friedhelm Horn: Ludwigsburg, Stadt der Schlösser und Gärten. Medien-Verlag Schubert, Stuttgart 1998, ISBN 3-929229-55-2.
- Bruno Hahnemann: Ludwigsburg. Stadt – Schlösser – Blühendes Barock. Ungeheuer + Ulmer, Ludwigsburg 1979.
- Erich Keyser (Hrsg.): Württembergisches Städtebuch, Band IV, Teilband Baden-Württemberg Band 2 aus Deutsches Städtebuch. Handbuch städtischer Geschichte – Im Auftrage der Arbeitsgemeinschaft der historischen Kommissionen und mit Unterstützung des Deutschen Städtetages, des Deutschen Städtebundes und des Deutschen Gemeindetages. Stuttgart 1961.
- Wolfgang Läpple: Schwäbisches Potsdam. Die Garnison Ludwigsburg von den Anfängen bis zur Auflösung. 2 Bände. Ludwigsburg 2009, ISBN 3-00-014212-6.
- Albert Sting: Geschichte der Stadt Ludwigsburg. 3 Bände. Ungeheuer + Ulmer, Ludwigsburg 2000–2005.
  - Band 1: Von der Vorgeschichte bis zum Jahr 1816. Ludwigsburg 2000, ISBN 3-930872-04-8.
  - Band 2: Von 1816 bis zum Kriegsende 1945. Ludwigsburg 2004, ISBN 3-930872-08-0.
  - Band 3: Von 1945 bis zum Schlossjubiläum 2004. Ludwigsburg 2005, ISBN 3-930872-27-7.